# Cathédrale de Saint-Jacques-de-Compostelle
Cette  cathédrale n’est pas la seule cathédrale Saint-Jacques.
La cathédrale de Saint-Jacques-de-Compostelle, en espagnol Catedral de Santiago de Compostela, située dans le centre historique de la ville de Saint-Jacques-de-Compostelle (Galice), est le but de l'un des plus grands pèlerinages de l'Europe médiévale.
Le pèlerinage de Saint-Jacques-de-Compostelle et les chemins de Compostelle empruntés par les pèlerins ont été le facteur déterminant pour que la Galice et l'Espagne entrent dans les cercles culturels médiévaux.
Elle est consacrée à l'apôtre Jacques de Zébédée, saint patron et protecteur de l'Espagne.

## Origines

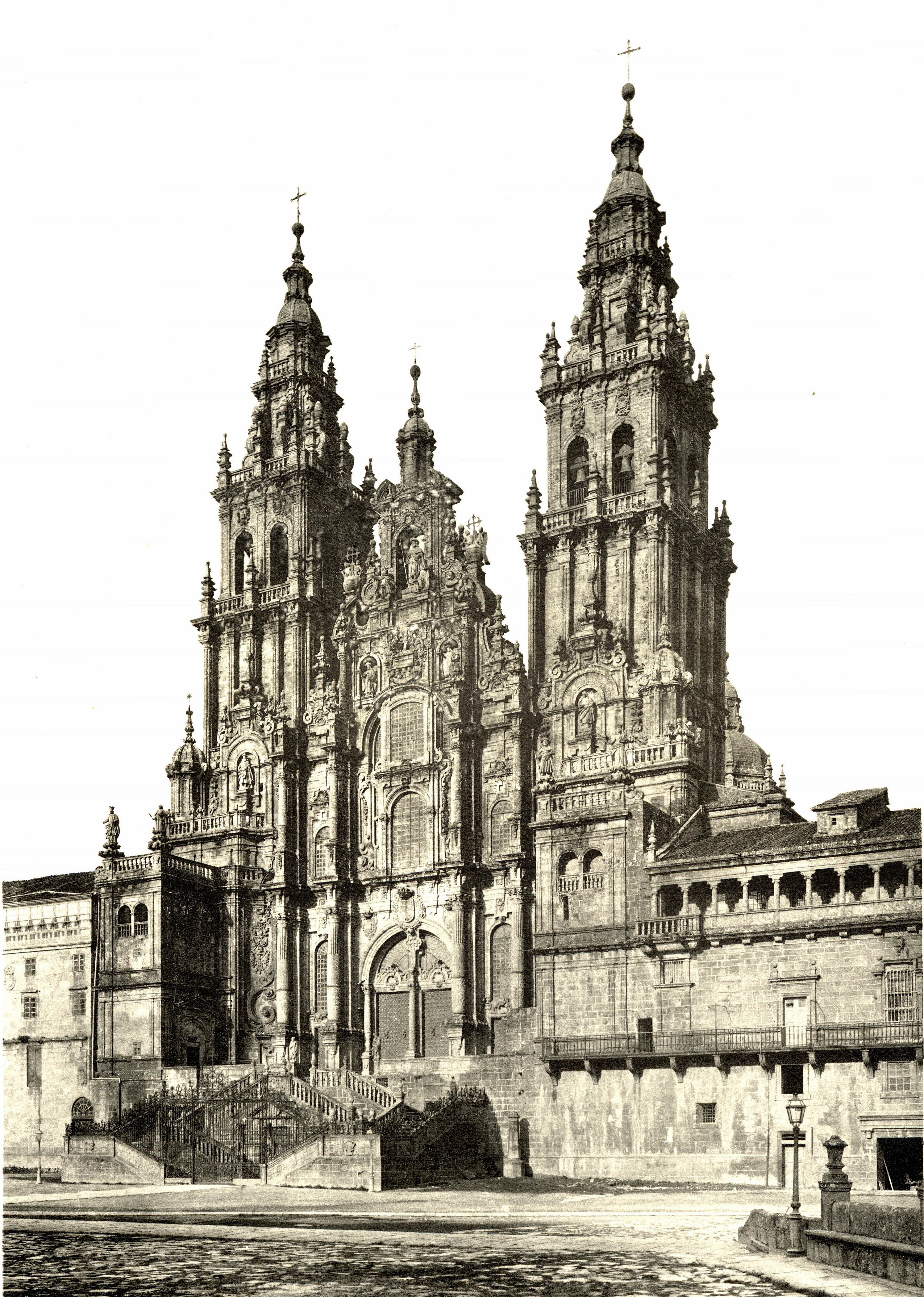
La cathédrale de Saint-Jacques-de-Compostelle. Phototypie, 1889.

### La première église construite au début du IXe siècle
La première église construite en l’honneur de Santiago (saint Jacques) le fut par Alphonse II le Chaste (791–835) au début du IXe siècle.
Alphonse III le Grand (866–910) la remplaça en 899 par une église préromane plus grande. Elle fut réduite en cendres lorsque les Berbères de Mohammed ibn-Abi Amir, dit Almanzor (938-1002) en espagnol, ou Al-Mansur (le victorieux) en arabe, chef de guerre du calife de Cordoue Hišām II al-Mu'ayyad (976-1009), saccagèrent la ville en 997. Il fait arracher les portes et les cloches, que des captifs chrétiens transportent jusqu'à Cordoue, où elles furent entreposées dans la Grande Mosquée. Ce fait marqua les esprits puisque lors de la prise de Cordoue en 1236 par Ferdinand III le Saint (1217-1230-1252), ce sont d’autres prisonniers, mais cette fois musulmans, qui transportèrent ces mêmes cloches et portes jusqu’à Tolède où elles furent entreposées dans la Cathédrale Santa María.
C'est à Brioude que le pape Urbain II (1042-1088-1099), venant du Puy-en-Velay et se rendant à Clermont-Ferrand, signa, en décembre 1095, le décret transférant le siège de l’évêché d’Iria-Flavia (aujourd’hui Padrón) à Compostelle.
La cathédrale actuelle est un édifice roman, construit en granite, dont les travaux ont débuté en 1075, avec l'évêque Pélaez, et grâce à l'élan donné par l'évêque Gelmírez, ainsi que le roi Raimond de Bourgogne (v. 1059-1107), époux de la reine Urraque Ire de Castille (1081-1109-1126), ils furent terminés en 1211. Elle fut consacrée la même année en présence du roi Alphonse IX de León (1166 ou 1171-roi 1188-mort en 1230).
Selon le Codex Calixtinus, sont intervenus comme architectes, Bernard « le vieux » et Robert dans la première étape, et Esteban et Bernard « le jeune », dans la deuxième.
C’est l’une des réalisations les plus représentatives du type de la grande église romane vouée au culte des reliques et des pèlerinages. Cet édifice constitue l’aboutissement des recherches poursuivies dans les sanctuaires français apparentés : Sainte-Foy de Conques, Saint-Martial de Limoges, Saint-Martin de Tours et Saint-Sernin de Toulouse.
Elle a été beaucoup parée et enrichie entre les XVIe et XVIIIe siècles.
La façade ouest de facture baroque churrigueresque fut construite entre 1738 et 1750 en intégrant les deux tours datant du Moyen Âge. Elle est précédée d’un escalier monumental daté de 1606.
Les chapelles de la cathédrale forment un musée de peintures, de retables, de reliquaires, de sculptures accumulées au cours des siècles.

### Dans leGuide du Pèlerin, d’Aymeri Picaud

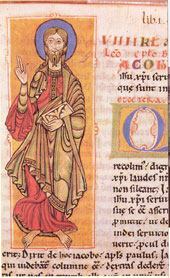
Jacques le Majeur, dans le Codex Calixtinus, livre V.

Le Guide du Pèlerin de Saint-Jacques-de-Compostelle correspond au Ve livre du Codex Calixtinus ou Liber Sancti Jacobi. Écrit au XIIe siècle, date supposée 1170. Il donne des informations précises sur les maîtres d’œuvre qui intervinrent, au XIIe siècle, dans la construction de la cathédrale romane de Saint-Jacques-de-Compostelle : « Les maîtres lapicides qui entreprirent la construction de la basilique du bienheureux Jacques s'appelaient Bernard le Vieux - c'était un maître génial - et Robert avec l'aide d'autres lapicides au nombre de cinquante environ sous la direction de Don Segeredo, vicaire et maître du chapitre, et de l'abbé Gundesindo, sous le règne d'Alphonse, roi d'Hispanie et de Diego Ier, vaillant chevalier et homme généreux. » Il la décrivait ainsi : une basilique « à neuf nefs dans sa partie inférieure et six dans la partie haute » ; « soixante-trois fenêtres noyées de vitraux » ; « trois portails principaux et six petits ».

## Description générale

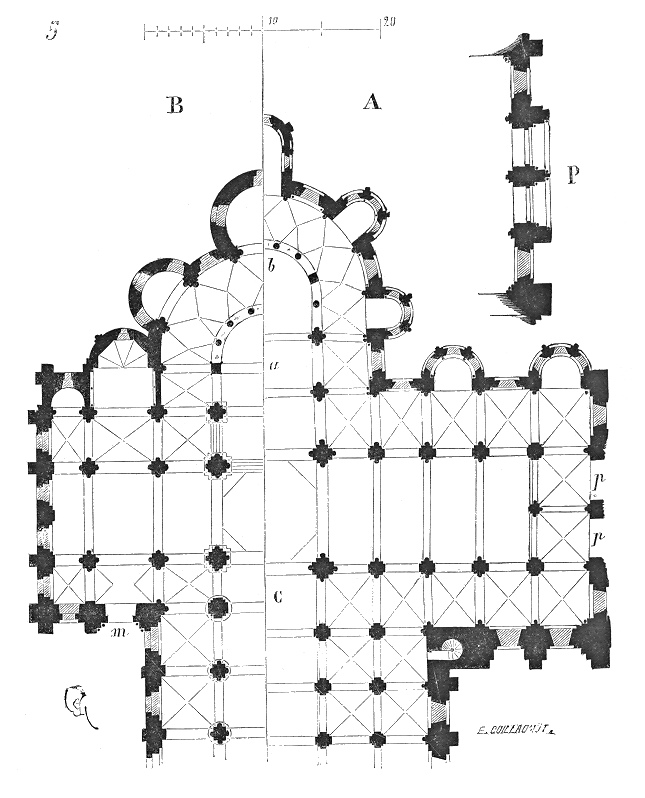
Dessin représentant par moitié :- à gauche, l'église Sainte-Foy de Conques
- à droite, la basilique Saint-Sernin de Toulouse.

La cathédrale a un plan de trois nefs, un vaste transept doté de collatéraux et de tribunes, un chevet à déambulatoire entouré d’une ceinture de chapelles rayonnantes.

La nef centrale est couverte d’une voûte en berceau, ainsi que les latérales. Elle a eu neuf tours, deux pour chaque façade et trois à la croisée du transept. Le plan de la cathédrale romane s'inspire de ceux des grandes églises de pèlerinage de la route de Saint-Jacques-de-Compostelle, l'abbatiale Sainte-Foy de Conques et la basilique Saint-Sernin de Toulouse.
Le plan roman a été transformé par des adjonctions renaissance et baroque.
Le sanctuaire est d'une exubérance surprenante dans ce cadre roman. Le maître-autel que surmonte une statue de saint Jacques du XIIIe siècle, somptueusement parée, est dominé par un énorme dais sculpté. Les pèlerins peuvent aller baiser le manteau du saint par un escalier situé derrière l'autel.

Sous le maître-autel une crypte, constituée par les soubassements de l'église du IXe siècle qui abritait le tombeau de l'apôtre, renferme les restes de saint Jacques et de ses disciples : saint Théodore et saint Athanase.

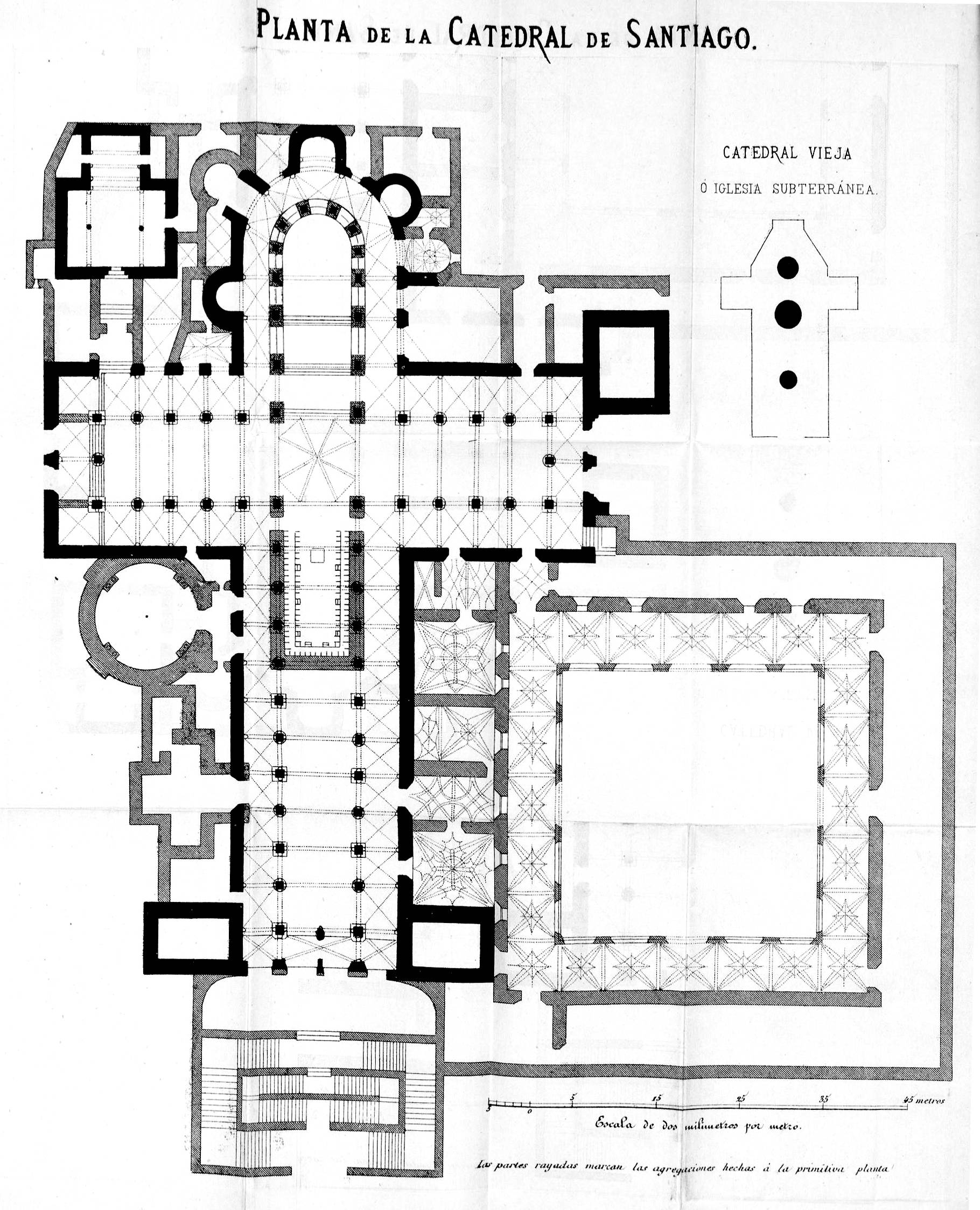
Plan au sol.

Parmi les beautés de cette cathédrale, on remarque dans le déambulatoire, les belles grilles et la voûte de la chapelle de Mondragòn (1521) ainsi que, dans le croisillon sud, les portes Renaissance de la sacristie et du cloître.
Les chapelles de la cathédrale forment un musée de peintures, de retables, de reliquaires, de sculptures accumulées au cours des siècles.
Ses dimensions intérieures sont de 97 m x 67 m et d’une hauteur de 32 m.
Chacune de ses façades forme avec ses places respectives de magnifiques ensembles urbains. Celle de l'Obradoiro, chef-d’œuvre de style baroque, a été effectuée par Fernando Casas y Novoa en 1740 ; celle de l'Acibecharía est aussi baroque, œuvre de Ferro Caaveiro et Fernández Sarela, modifiée par Ventura Rodriguez ; celle de las Praterías, œuvre de maître Mateo en 1103 ; et surtout, le Porche de la Gloire, sommet de la sculpture romane exécuté par maître Mateo en 1188, il est composé de trois arcs d'un demi-point, le central divisé par un trumeau, où on trouve l’image du maître. Dans les piédroits, les Apôtres et les prophètes maintiennent des conversations sacrées. Dans le tympan, le Sauveur entouré par les quatre Évangélistes.
Au-dessus de la croisée du transept de la cathédrale s'élève une tour-lanterne du sommet de laquelle est accroché par des filins d’acier un encensoir en laiton (le Botafumeiro, en galicien). Haut de 1,60 m pesant 54 kg. En certaines occasions on l’agite, il peut alors atteindre la vitesse de 60 km/h. Il fut exécuté par l’orfèvre Losada en 1851.

## Description des façades

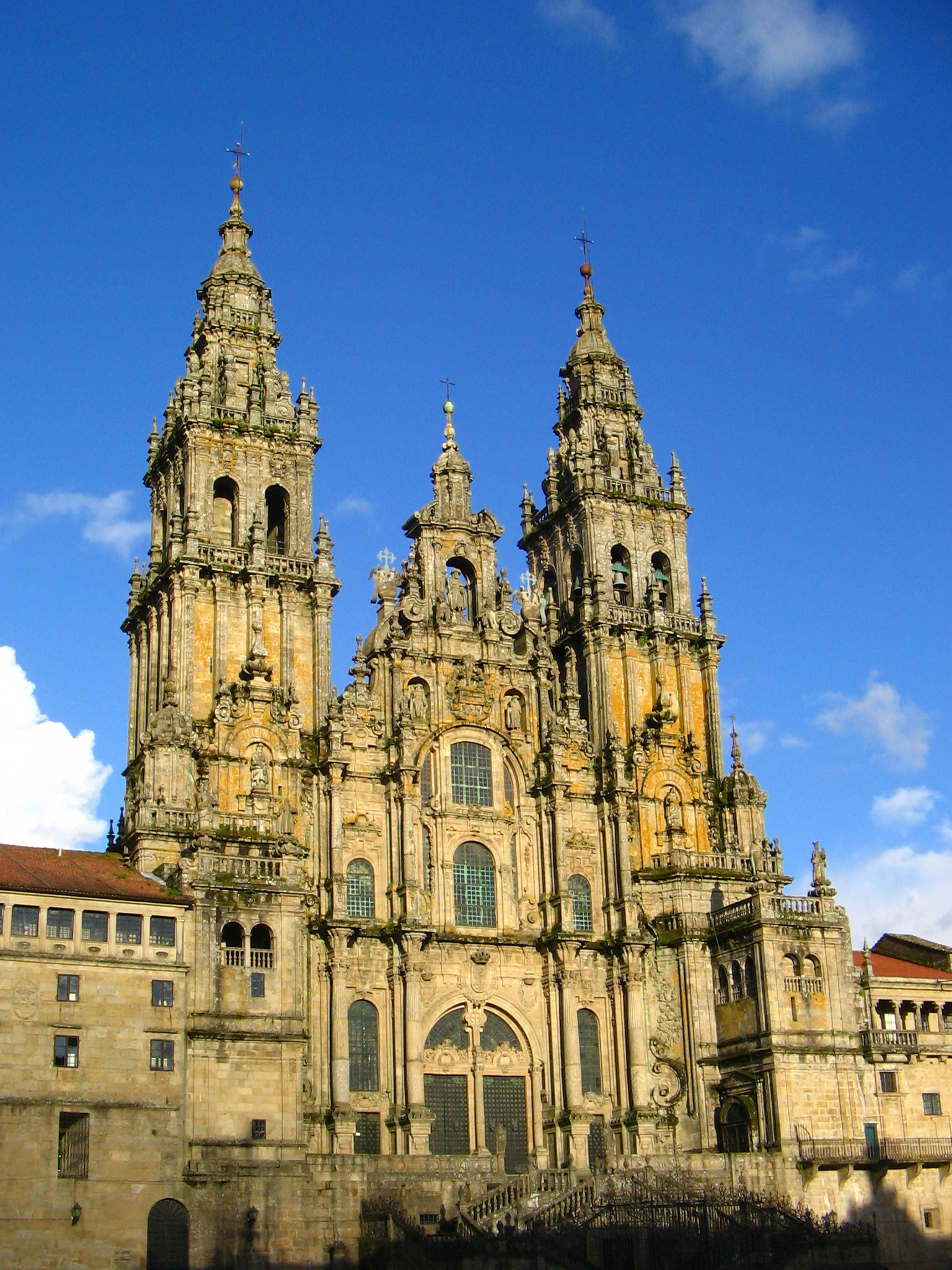
Une vue sur la façade de la cathédrale.

### Façade sur la place de l'Obradoiro
Exemple type du baroque churrigueresque, effectué par Fernando de Casas y Novoa. Elle tient son nom du mot obradoiro, qui signifie « orfèvre » en galicien (de obra, « œuvre » et oiro, « or »). La façade fut nommée ainsi du fait de la finesse de son aspect filigrané, comparable au travail d'un orfèvre.
En haut, dans le centre se trouve saint Jacques Apôtre. Un niveau plus bas, ses deux disciples, Athanase et Théodomir. Tous en vêtements de pèlerins. Au milieu, l'urne (représentation de la tombe trouvée) et une Étoile (représentation des lumières qu'aurait vu l'ermite Pelayo ou Paio) entre des anges et des nuages.
Dans la tour de droite se trouve Marie Salomé, mère de saint Jacques. Dans la tour de gauche, son père Zébédée. À gauche, sur la balustrade on peut voir Sainte Suzanne et Saint Jean l’Évangéliste. À droite, sur la balustrade Sainte Barbare et Saint Jacques le Mineur.
Le bâtiment à la droite de la cathédrale est le cloître. Celui de la gauche, est le Palais de Gelmírez ou Xelmirez, du XIIe siècle.
De la place de l'Obradoiro, un escalier, dont les deux rampes encadrent la porte de la crypte romane, du XIIe siècle, conduit au parvis de la cathédrale. Une fois franchi le portail, l'espace compris entre le plan arrière de l'Obradoiro et le plan avant de ce qui était la façade romane, forme un narthex étroit.

#### Le porche de la Gloire ouPórtico da Gloria

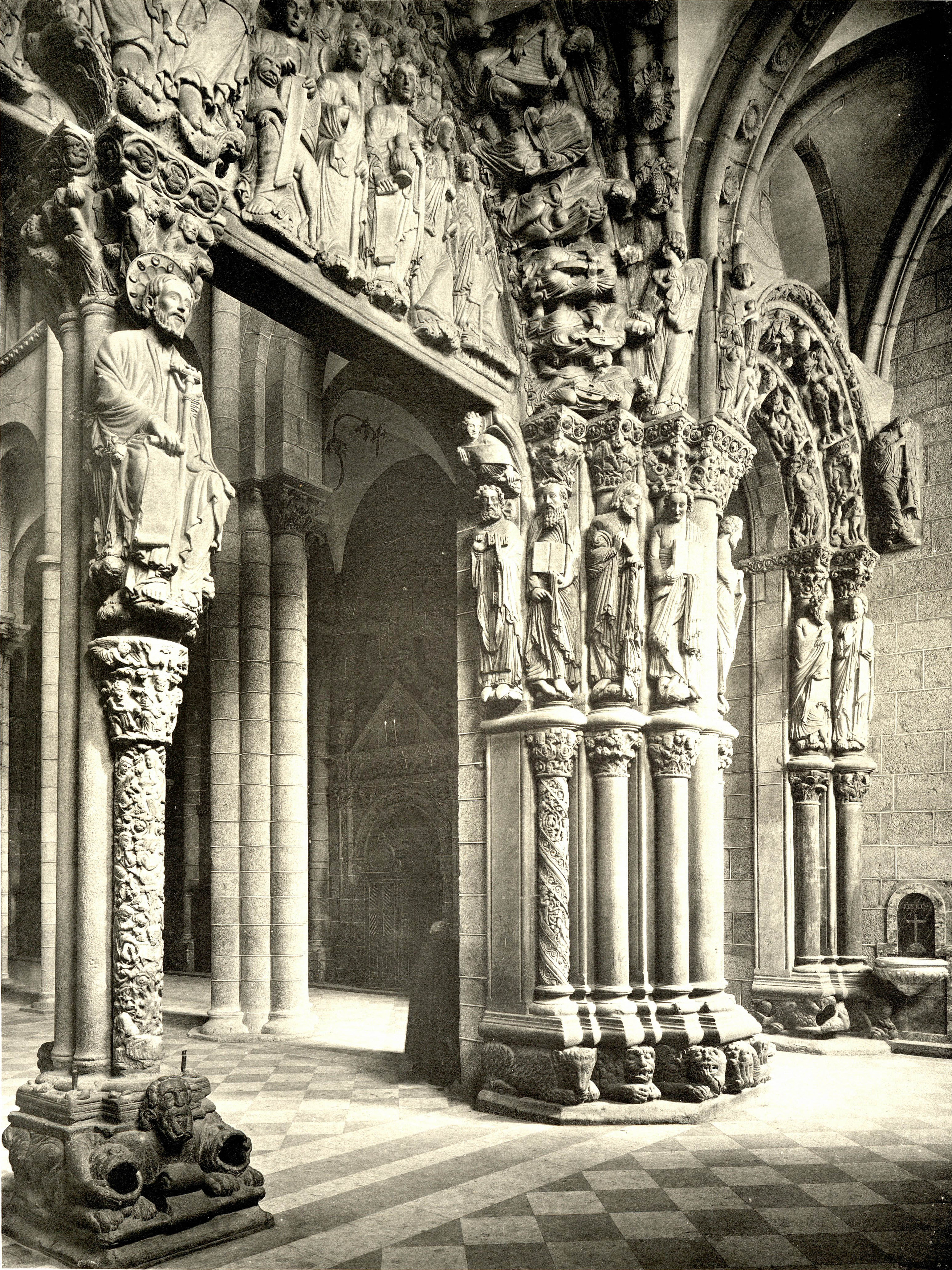
Pórtico da Gloria. Phototypie, 1889.

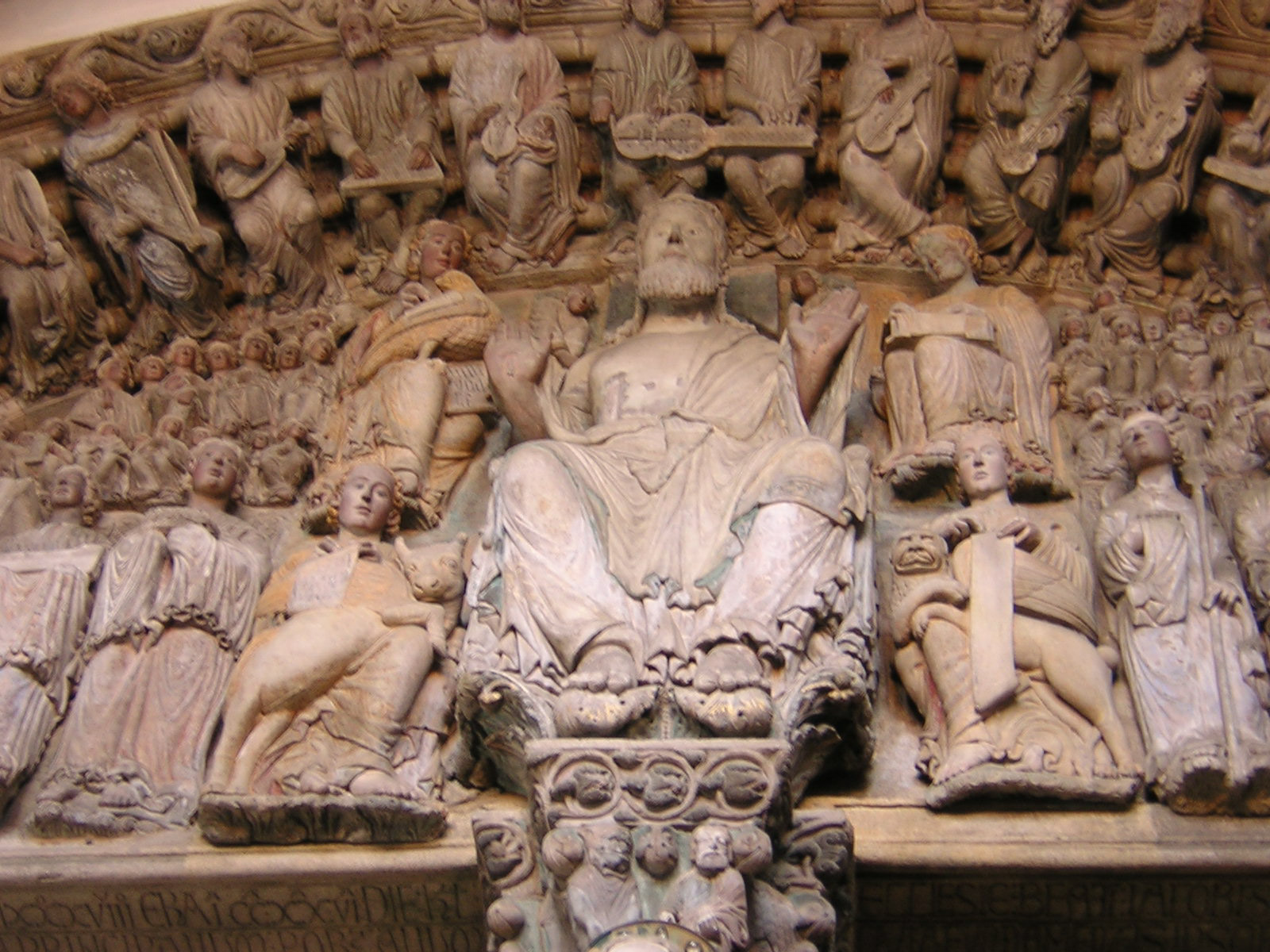
Christ Pantocrator du portail central.

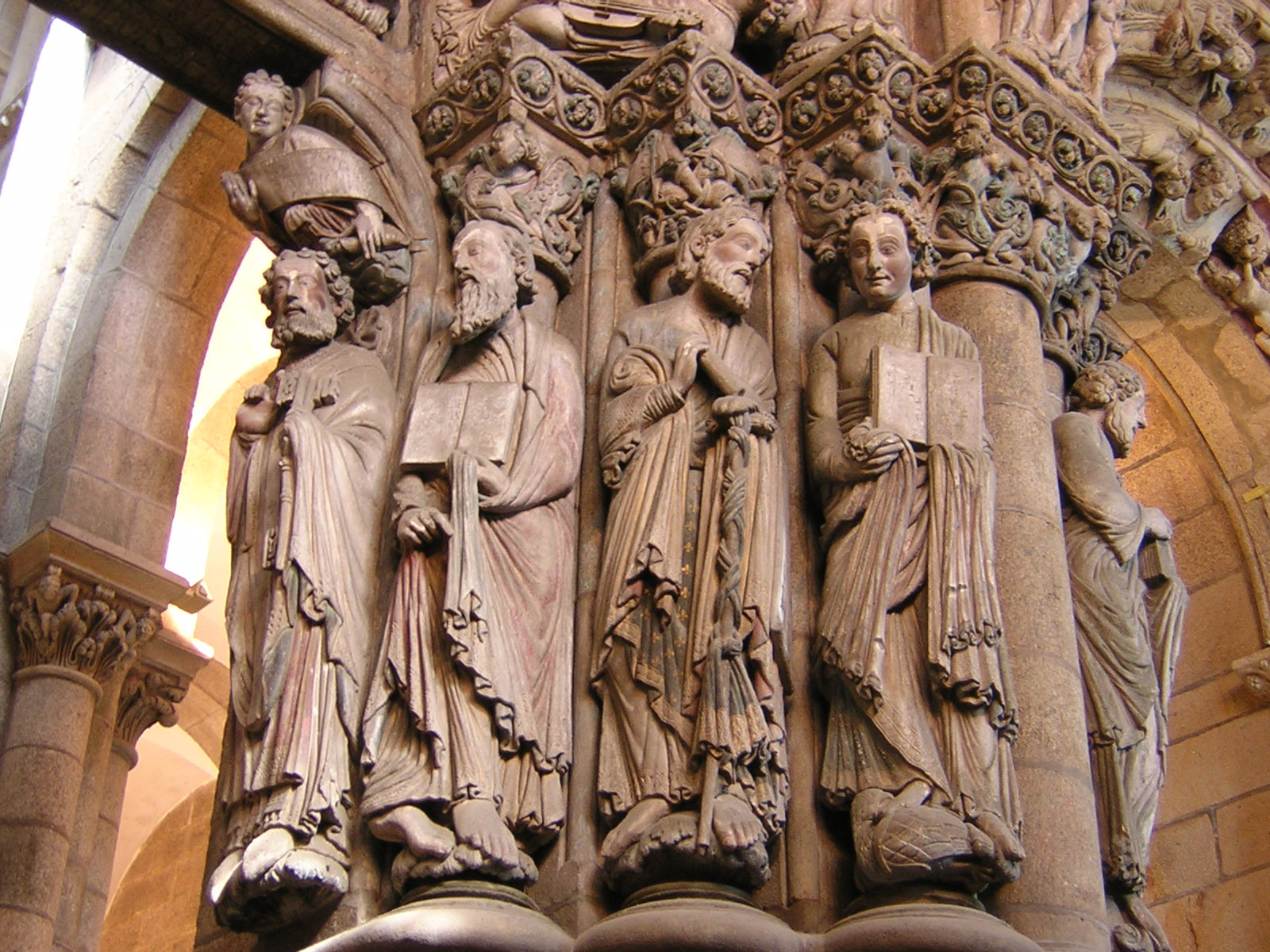
Apôtres du portail central.

Le porche de la Gloire, construit entre 1168 et 1188 par maître Mateo, à la demande du roi Ferdinand II de León (1137-1157-1188), se trouve dans le narthex au-delà de la façade baroque. La statuaire de ce triple portail offre le spectacle des ressources d’un art varié dans son expression, ses détails, sa facture et sa polychromie.
Le tympan central du porche de la Gloire : dans le centre on observe un Christ en majesté montrant les blessures de ses pieds et de ses mains, il expose sa souffrance comme un homme. L'entourant apparaissent les tétramorphes (représentation divine des quatre apôtres). Aux deux côtés du Christ, on observe aussi des Anges portant les instruments de la Passion. Ceux qui ont été les plus près du Christ, les clous, la couronne d'épines et la croix, ne sont pas directement touchés par les Anges puisqu'ils n’ont pas le pouvoir de les toucher. Les autres sont portés dans leurs mains comme la fiole où Pilate a lavé ses mains.
Dans l’archivolte siègent les 24 vieillards de l’Apocalypse, qui affinent leurs instruments pour donner un concert à la gloire de Dieu.
Sur les piédroits sont représentés les apôtres (chacun portant son élément : Saint Pierre, les clés…) et les prophètes tous étaient polychromes et avec leur nom dans un livre ou un parchemin. De droite à gauche sont représentés Moïse et les prophètes Isaïe, Daniel et Jérémie avec le même réalisme que les autres personnages du portique. On remarquera le sourire voilé du prophète Daniel annonçant  de Reims.
Ces piliers ne sont qu’un détail de l’ensemble solennel, remarquable par l’harmonie de ses proportions, sculpté dans un granite très dur. Ces statues préfigurent la sculpture gothique.
Le trumeau du porche de la Gloire représente saint Jacques. Son visage reflète une sérénité extatique. L’inscription du parchemin qu’il tient, Misit me Dominus, le désigne comme l’envoyé du Seigneur. Son rôle de témoin de la Transfiguration explique que son effigie soit disposée sur un trumeau essentiellement décoré d’images se rapportant au Christ. Ainsi, la colonne en dessous de saint Jacques figure, dans un style délicat, la filiation terrestre de Jésus par un arbre de Jessé, tandis que le chapiteau surmontant ce support présente la Trinité suivant la très remarquable formule de la Paternitas : le Père tient le fils sur ces genoux, et la colombe de l’Esprit-Saint se pose sur sa tête.
Sur le meneau, au-dessous de la statue assise de saint Jacques, est creusée l’empreinte des doigts d’une main. La tradition veut en effet que les pèlerins harassés posent la main là, ainsi que le prévoit l'itinéraire rituel pour arriver à la tombe de l'apôtre.
Au pied du trumeau, maître Mateo se serait représenté par un buste. Les pèlerins plaçaient leurs mains dans les renforcements pratiqués de part et d’autre du buste du maître pour s’assurer une place au paradis.
Derrière se trouve la statue du « saint aux bosses» qui aurait la vertu de donner mémoire et intelligence à quiconque viendrait s’y cogner la tête. Sous tout le porche de la gloire sont représentés des démons, donnant à signifier que le poids de la Gloire écrase le péché.
Les linteaux du portique portent, gravé, le texte suivant : « L'année de l'incarnation du Seigneur de 1188, de l'ère 1226, le jour des calendes d'avril, furent mis en place les linteaux des portails principaux de l'église du bienheureux saint Jacques, par le maître Mateo, qui dirigea les travaux de ces portails, depuis leurs fondations... »
Les portails latéraux sont consacrés aux Églises rivales celle des Juifs à gauche et celle des gentils ou païens à droite.
Le tympan du portail de droite : la représentation du salut des âmes, il est divisé en trois parties, dans le centre sont représentés Saint Michel et le Christ et à chaque côté de d'eux l'Enfer (où sont représentés des démons de tout type) et le ciel où on représente des enfants (symbolisant les âmes sauvées). D'un côté est représenté le purgatoire. Le tympan du portail de gauche, où sont représentées des scènes de l'Ancien Testament.

### Façade nord ou d'Acibecharía

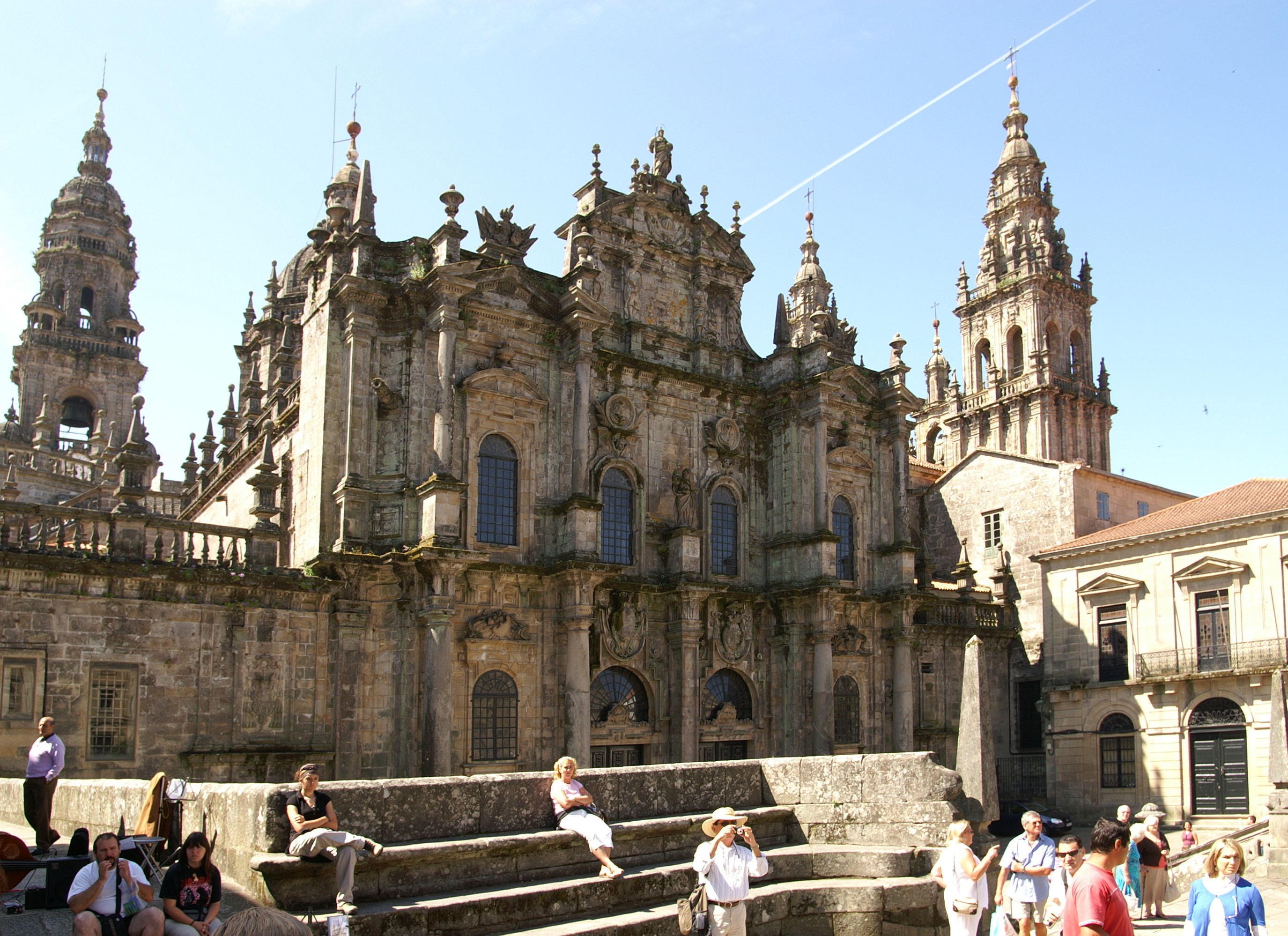
La place da Inmaculada ou da Acibecharía.

Elle donne sur la place da Inmaculada ou da Acibecharía, ainsi nommée car il y était vendu des bijoux de jais, acibeche en galicien.
Au XVIIe siècle fut démonté l'ancien portail roman, dit Francigena ou porte de France, par cette place arrivaient les pèlerins qui avaient suivi le Camino francés. Il fut construit par Bernard, trésorier de Saint-Jacques en 1122. On l’appelait aussi porte du Paradis, car c’est par elle qu’entraient les pèlerins. Devant cette porte coulait une fontaine où se purifiaient les pèlerins avant d'entrer.
Du XVIIIe siècle : soulignée par le couronnement d’une statue de saint Jacques et à ses pieds, deux rois dans une position de prière, Alphonse III le Grand (866–910) et Ordoño II (914-924). Au centre, on voit la statue de la Foi.

### Façade est ou da Quintana

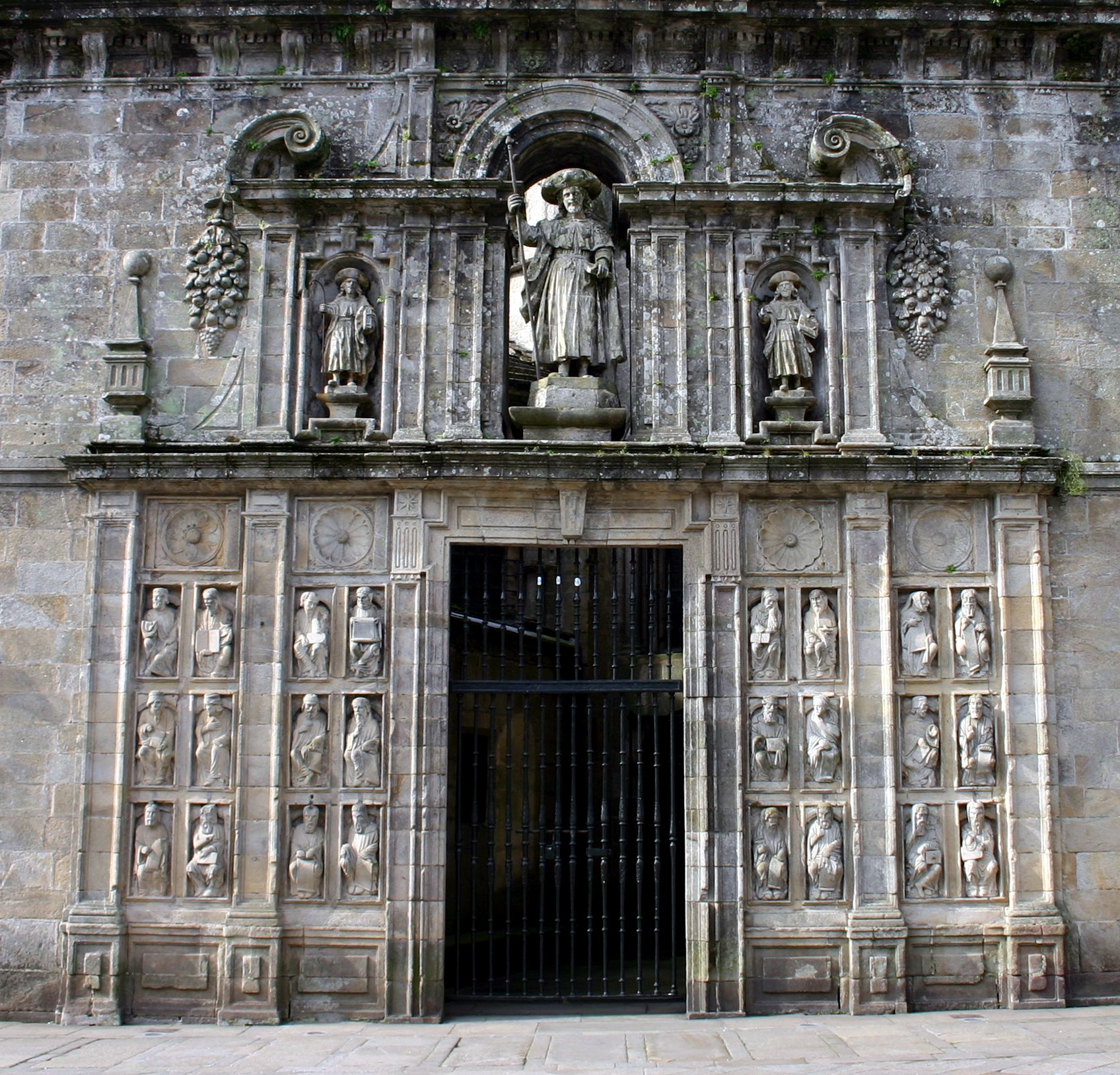
Porte sainte ou porte du Pardon.

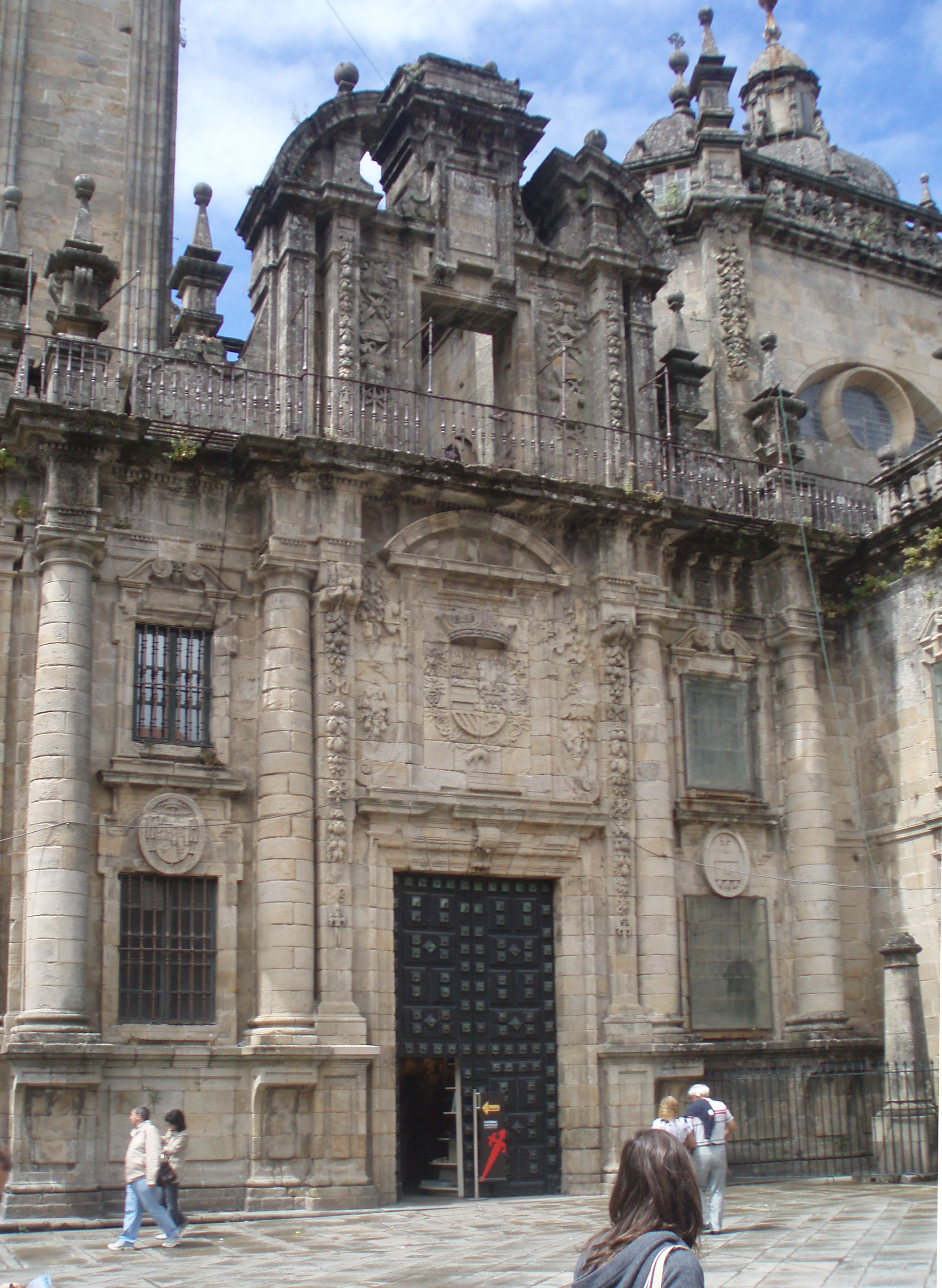
Porte royale.

La Place da Quintana ou dos Literarios, car c'est sur cette place que se vendait les « placards », des feuilles manuscrites, et à partir du XVIIe siècle imprimées, portant une image de saint Jacques bénissant des Jacquets, avec le texte d’une chanson de route, sous forme strophique, pour narrer les différentes étapes et péripéties de leur voyage.
Il y a deux portes :

#### La porte sainte ou porte du pardon
La Porte Sainte est la plus proche des perrons, généralement fermée avec une grille. Elle était une des sept plus petites portes et a été consacrée à Saint Pelayo (dont le monastère est juste en face).
La fonction qu’elle a actuellement débute au XVIIe siècle, quand on a accordé à la cathédrale le privilège du Jubilé. Par cette porte, on accède à une petite cour et, au fond, c'est la véritable Porte Sainte par laquelle on entre dans l'abside.
Le privilège de l'Année Sainte date du XIIe siècle. En 1119, le pape Calixte II (1060-1119-1124) attribut l’exceptionnel privilège de « l’année sainte» et par la bulle « Regis Aeterni » promulguée en 1179, le pape Alexandre III (1105-1159-1181), confirmera ce privilège, qui fait de Saint-Jacques-de-Compostelle une ville sainte à l’égale de Rome et de Jérusalem.[réf. nécessaire]
Elle n’est ouverte que pendant les années saintes (années dont le 25 juillet, fête de la Saint Jacques est un dimanche), le 31 décembre précédent, par l’archevêque, à l’aide d’un marteau d’argent extrait du trésor.
Dominée par l’apôtre Saint Jacques, et ses disciples Athanase et Théodore. Elle fut construite en 1611 par Fernandez Lechuga en réutilisant les statues de prophètes et de patriarches qui ornaient l’ancien « coro » roman et sculptées par maître Mateo.

#### La porte royale
Elle est ainsi appelée en rapport avec l'écusson royal qu’elle possède.

### Façade sud ou das Platerías

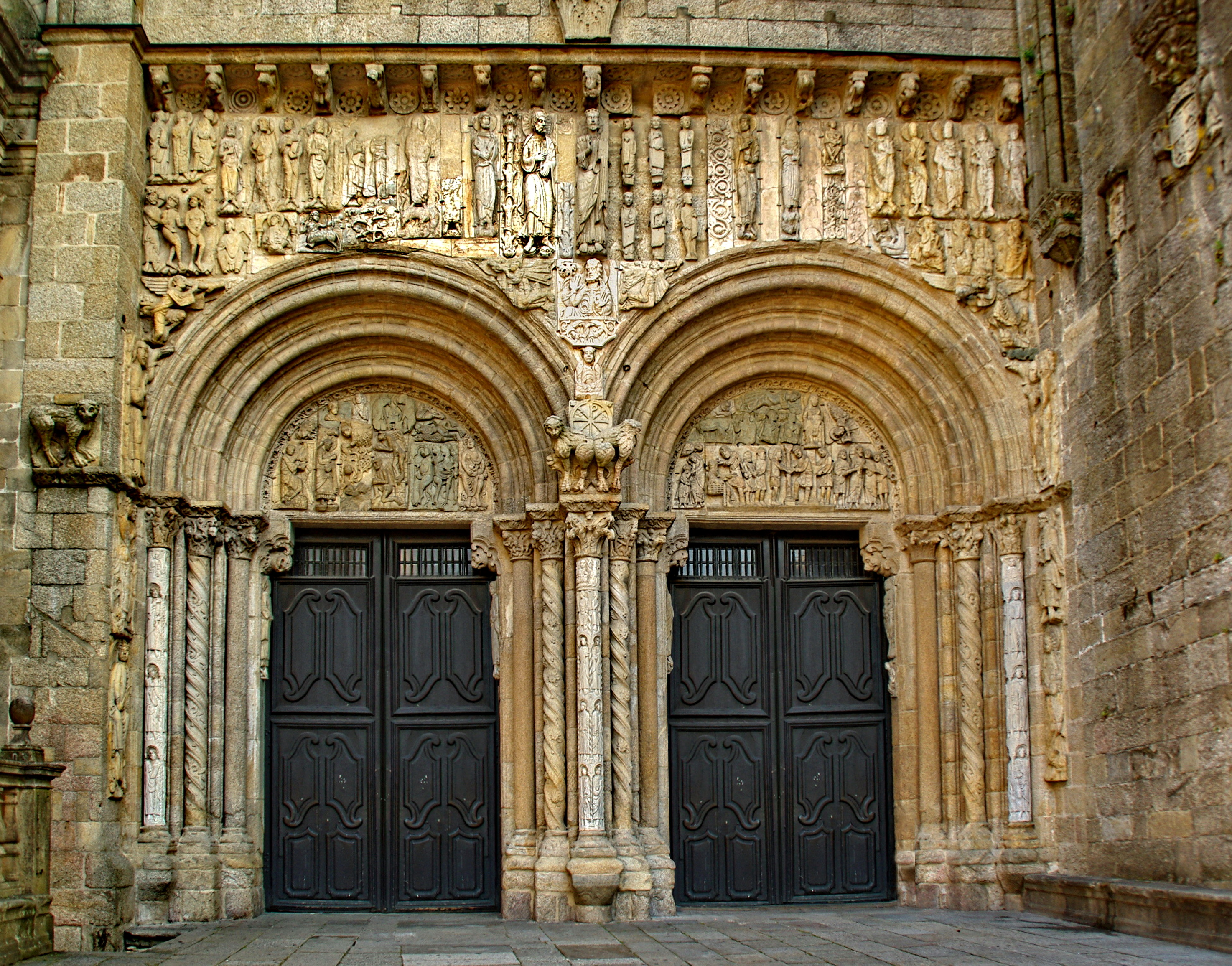
Façade méridionale ou portail des Orfèvres.

Le portail des Orfèvreries, car il s’y faisait le commerce de bijoux d’argent, prata en galicien ().
La place das Platerías est délimitée par la cathédrale et le cloître dans deux de ses côtés. Contiguë à la cathédrale se trouve la maison du Conseil municipal, qui est installée dans le palais Raxoi.
À droite, se trouve la tour de l’Horloge, ancienne tour fortifiée du XIVe, qui fut élevée à la fin du XVIIe siècle, de son clocher baroque, réalisation de l'architecte Domingo de Andrade. À gauche, se dresse la tour du Trésor.
Cette porte romane à double arcature est sculptée en bas-relief de scènes juxtaposées, selon le procédé de Sangüesa et de Leyre.
Compte tenu des différents indices chronologiques, dont une inscription faisant référence à Alphonse VI (1040-1065-1109), on peut dater l’année d’achèvement entre 1112 et 1117.
C’est la seule à s'être maintenue au sud du transept. Elle a été complétée avec des fragments provenant des autres portails. Composés de dalles très différentes, les deux tympans du double portail de 1103 produisent un effet plutôt disparate.

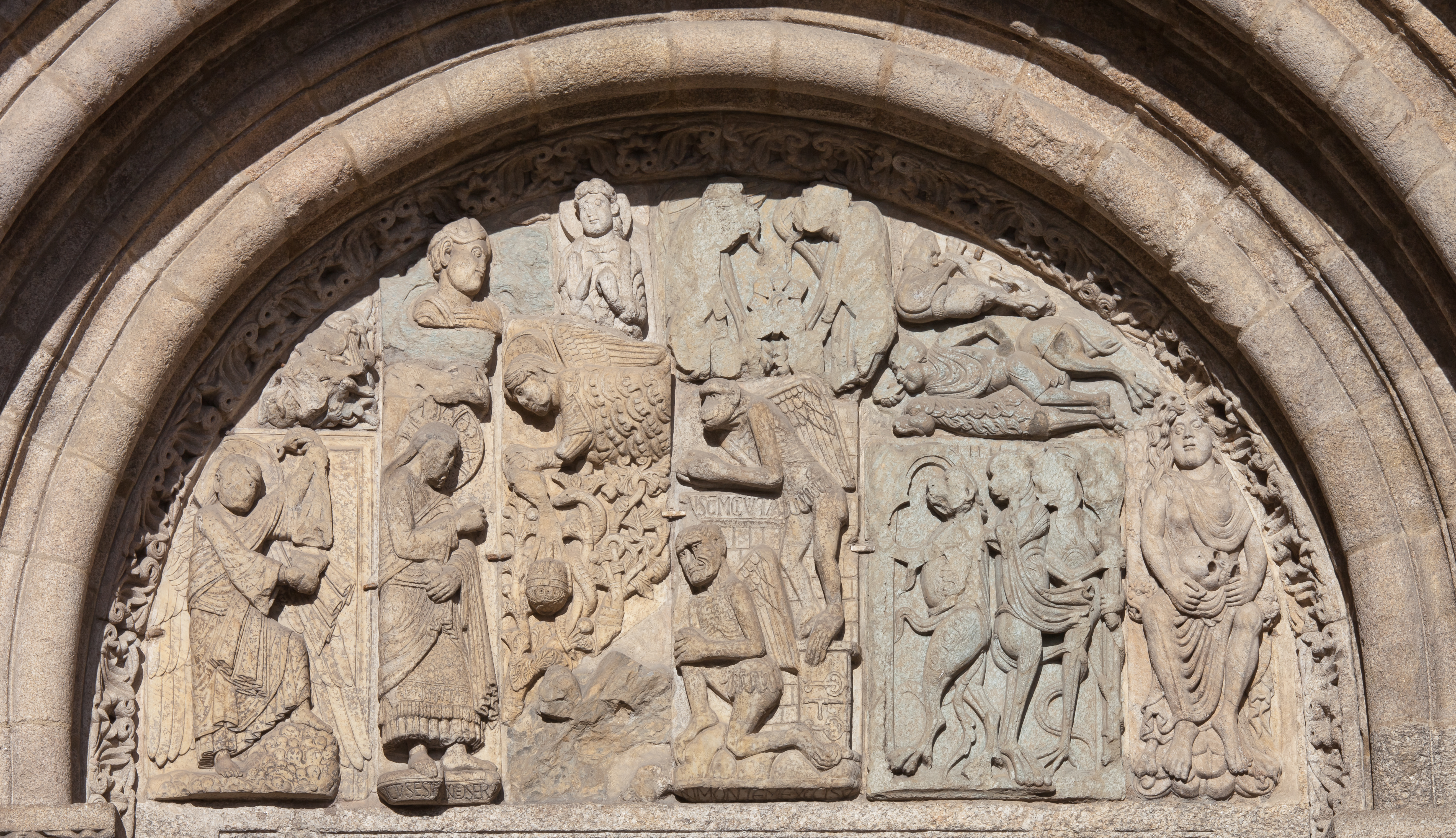
Tympan gauche : Tentation de Jésus dans le désert.

Sur le tympan de gauche, la Tentation de Jésus dans le désert, assemblée en plusieurs fragments, paraît encore plus hétéroclite.
Sur la droite, on voit une femme à demi-dévêtue qui porte un crâne sur ses genoux. Cette scène peut se référer à une légende initiatique d'origine templière ou peut-être cathare. La légende dit qu'il y eut une pucelle qui serait tombée enceinte, alors qu’elle assurait ne pas avoir eu de contact avec un homme. Ses parents l'ont tuée pour dissimuler la honte et ils l'ont enterrée. Une fois enterrée, une tête sortait de la tombe et elle prédisait le futur des hommes. Cette pucelle ne prie pas à genoux, mais est assise sur deux de lions. Le sujet est répété dans la cathédrale, dans un chapiteau du déambulatoire ; au lieu de crâne, elle soutient une tête monstrueuse.
Et Aymeri Picaud dans son Guide du Pèlerin de commenter : « Et il ne faut pas oublier de mentionner la femme qui se trouve à côté de la Tentation : elle tient, entre ses mains, la tête immonde de son séducteur qui fut tranchée par son propre mari et que, deux fois par jour, sur l'ordre de celui-ci, elle doit embrasser, ô horrible et admirable châtiment de la femme adultère qu'il faut raconter à tous. »

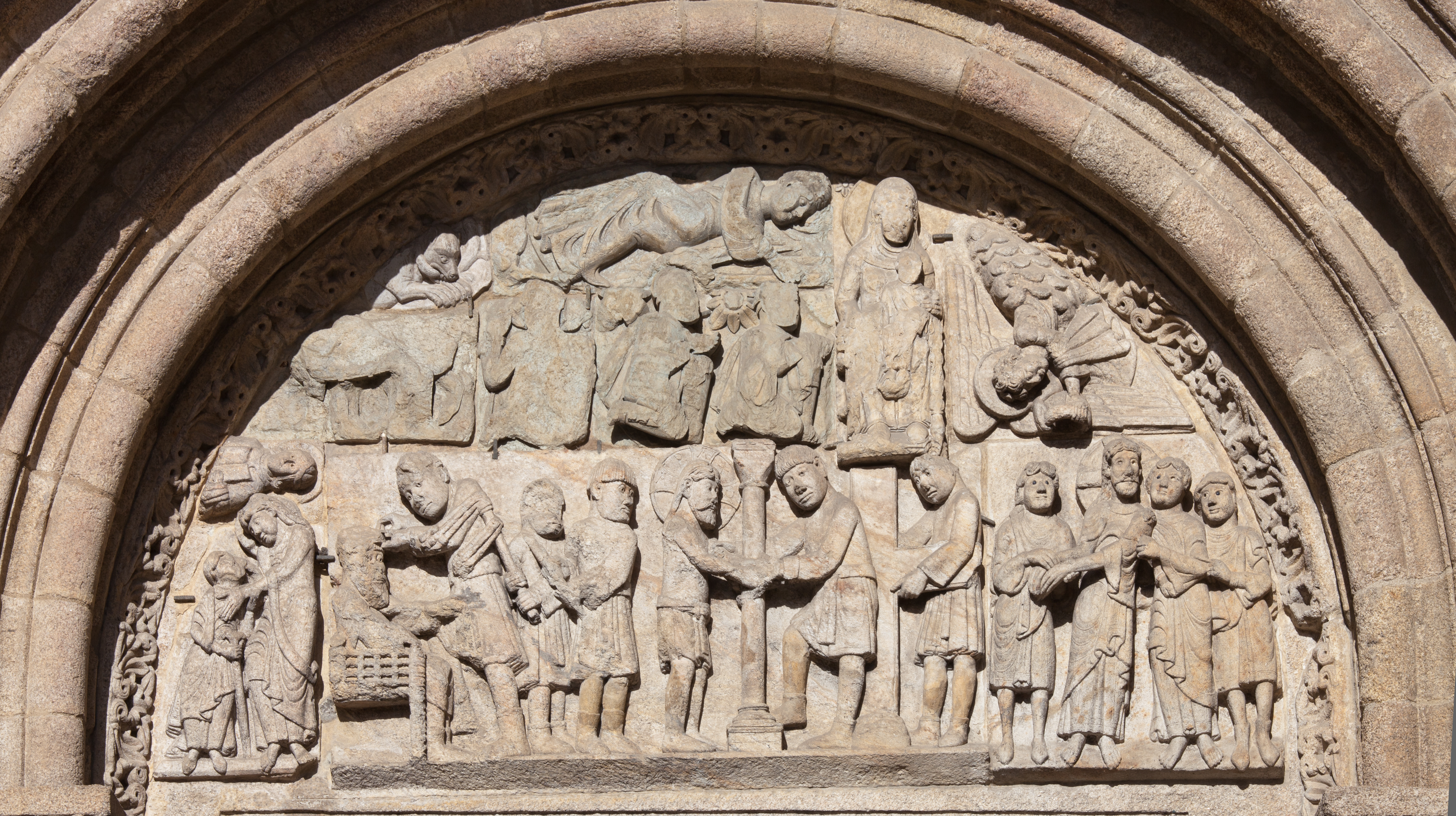
Tympan droit : flagellation du Christ, couronnement d'épines et guérison des aveugles, Adoration des Mages.

Le tympan de droite porte, au centre de son registre inférieur, la flagellation du Christ, à côté, à gauche, le couronnement d'épines et la guérison des aveugles, et sur le registre supérieur, très endommagé, l'Adoration des Mages.
Pour la plupart de ces reliefs, on s'accorde à relever, du moins pour les historiens d'art français, de nombreuses ressemblances stylistiques avec Conques, tandis que la scène de la guérison des aveugles est rapprochée de la Basilique de San Isidoro de León.

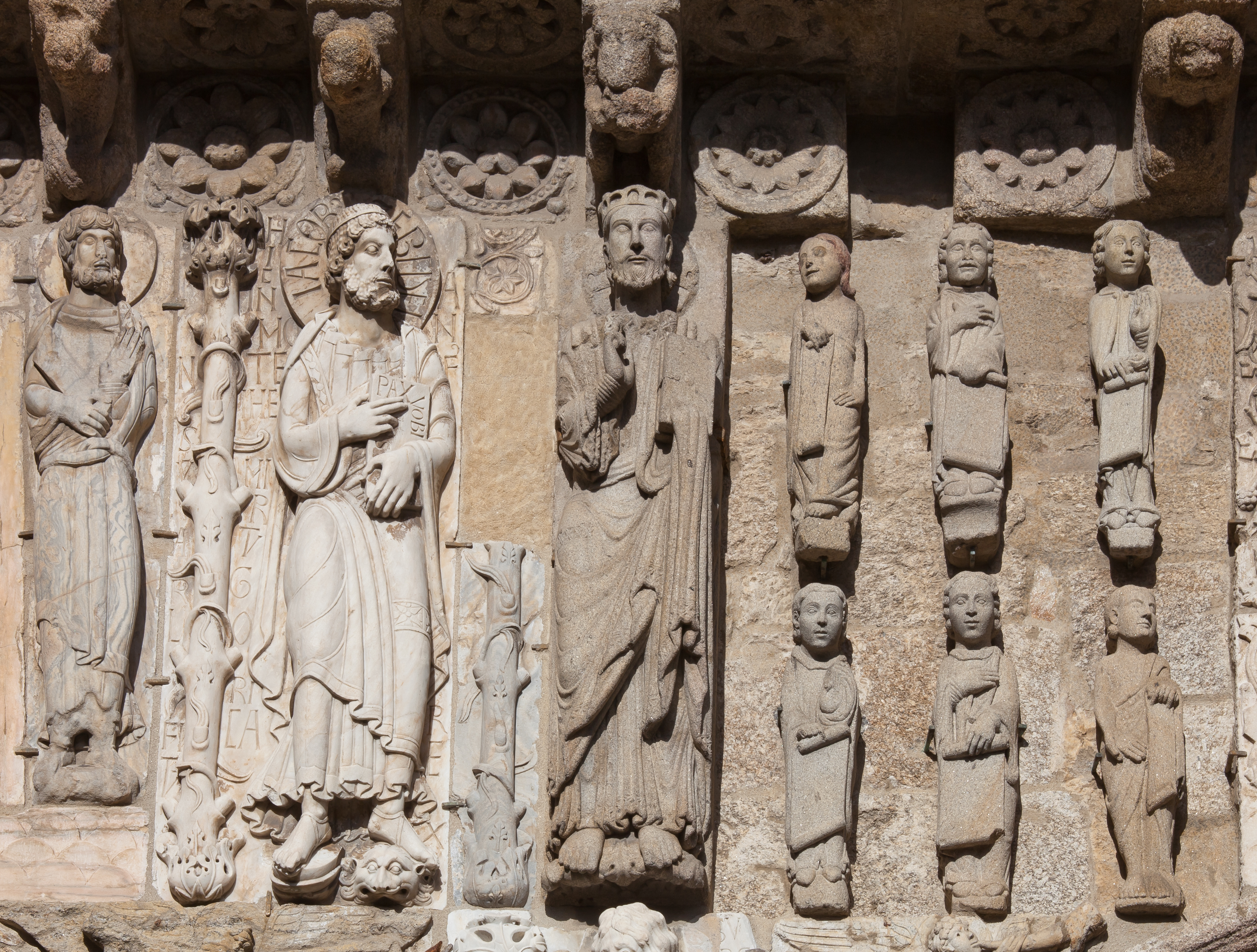
Frise centrale : le Sauveur, Abraham, scènes de l'Ancien Testament.

Sur la frise du centre : le Sauveur, Abraham, et diverses Scènes de l'Ancien Testament.
Sur le piédroit gauche, on trouve, de bas en haut, le roi David, la création d’Adam et le Christ bénissant le roi David ().
Les sculptures du roi David jouant du luth et de la création d'Adam témoignent d'une très grande qualité artistique. Cette dernière œuvre surtout, où Adam tient sa main droite sur son cœur, comme pour donner vie à son portrait, rayonne d'une extraordinaire dignité.
C'est probablement de la démolition de la Puerta Francigena que proviennent les reliefs encastrés dans les contreforts des jambages ébrasés de la Puerta de las Platerias et qui datent de la dernière décennie du XIe siècle.
À gauche du vestibule : Adam et Ève chassés du Paradis. Ces statues proviennent de la porte de Azabachería.
Les pèlerins entraient par la porte Nord de Acibecharía comme symbole de ce qui est noir et sortaient purifiés par la porte Sud de Praterías, comme symbole de ce qui est blanc.

### Façade latérale du cloître
Façade réalisée par l'architecte Rodrigo Gil de Hontañón. Au niveau de la rue, il y a des dépendances pour des magasins de bijoux et de souvenirs.
Ornementation :
Santiago dans la Bataille de Clavijo.
L'Écusson de l'Espagne.
Le Transfert du corps de saint Jacques en Galice.
Une Tombe avec une étoile.
Dans l’angle, une coquille gigantesque.

## Nef de la cathédrale

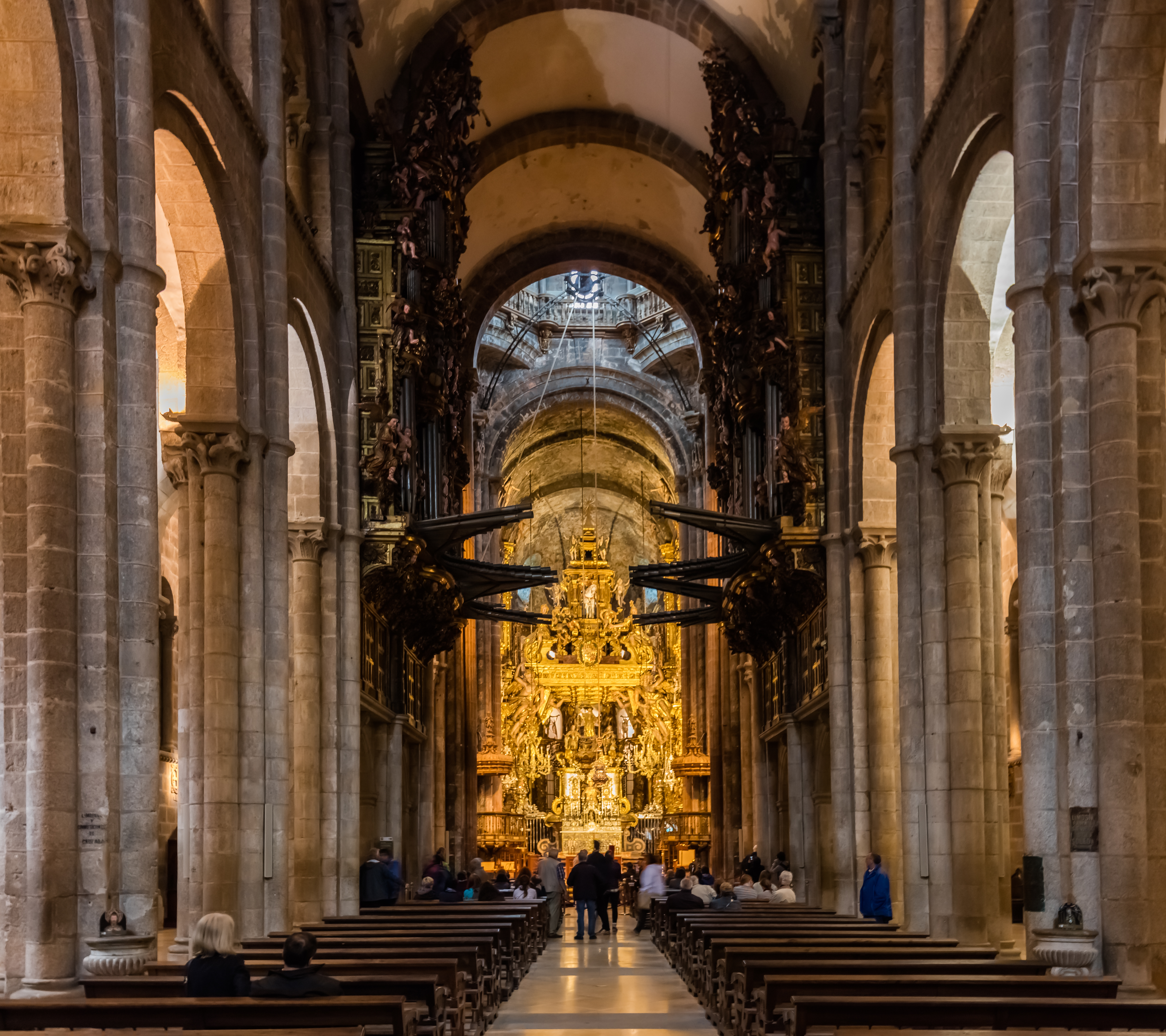
Nef, choeur.

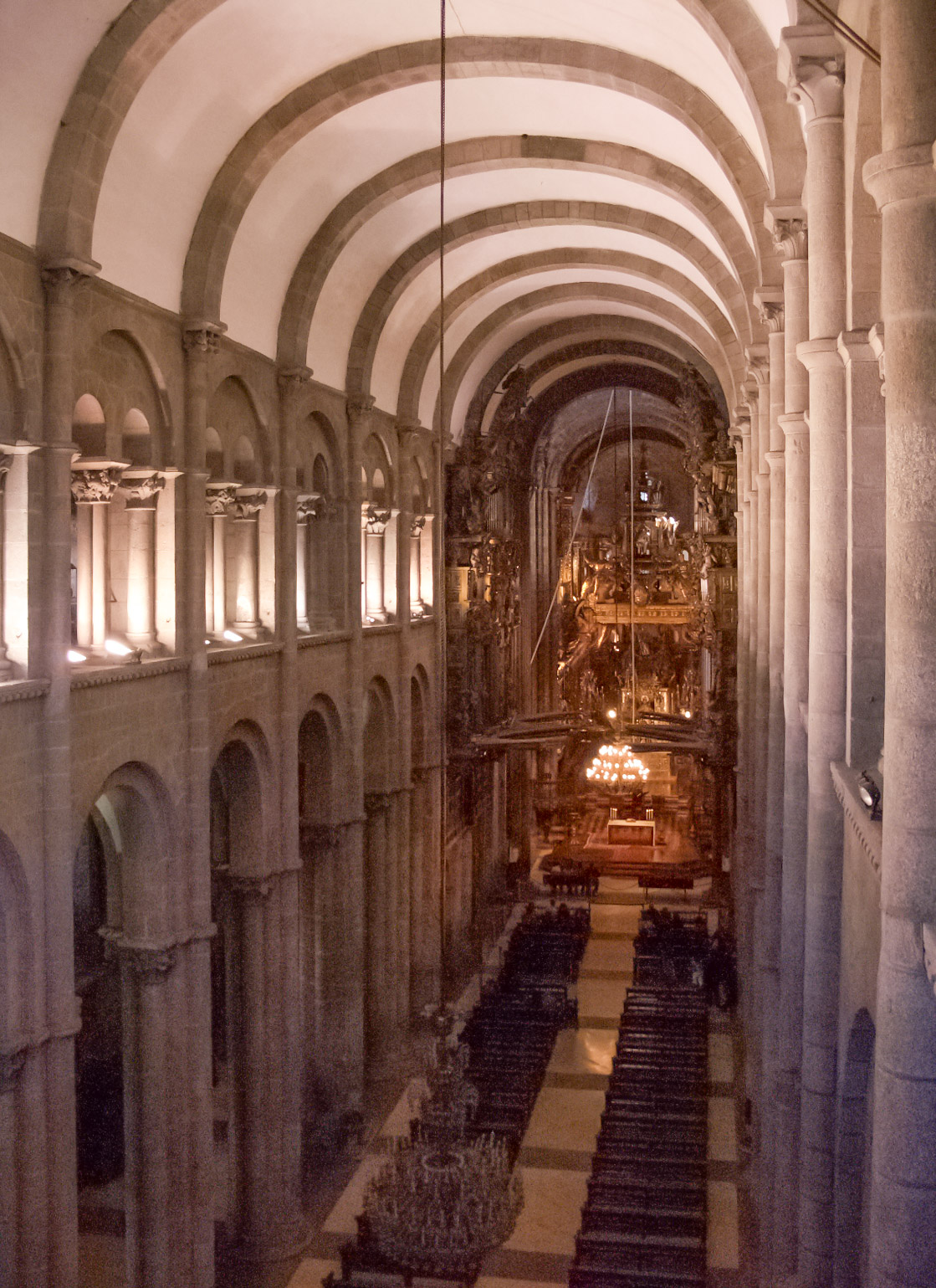
Nef de la cathédrale.

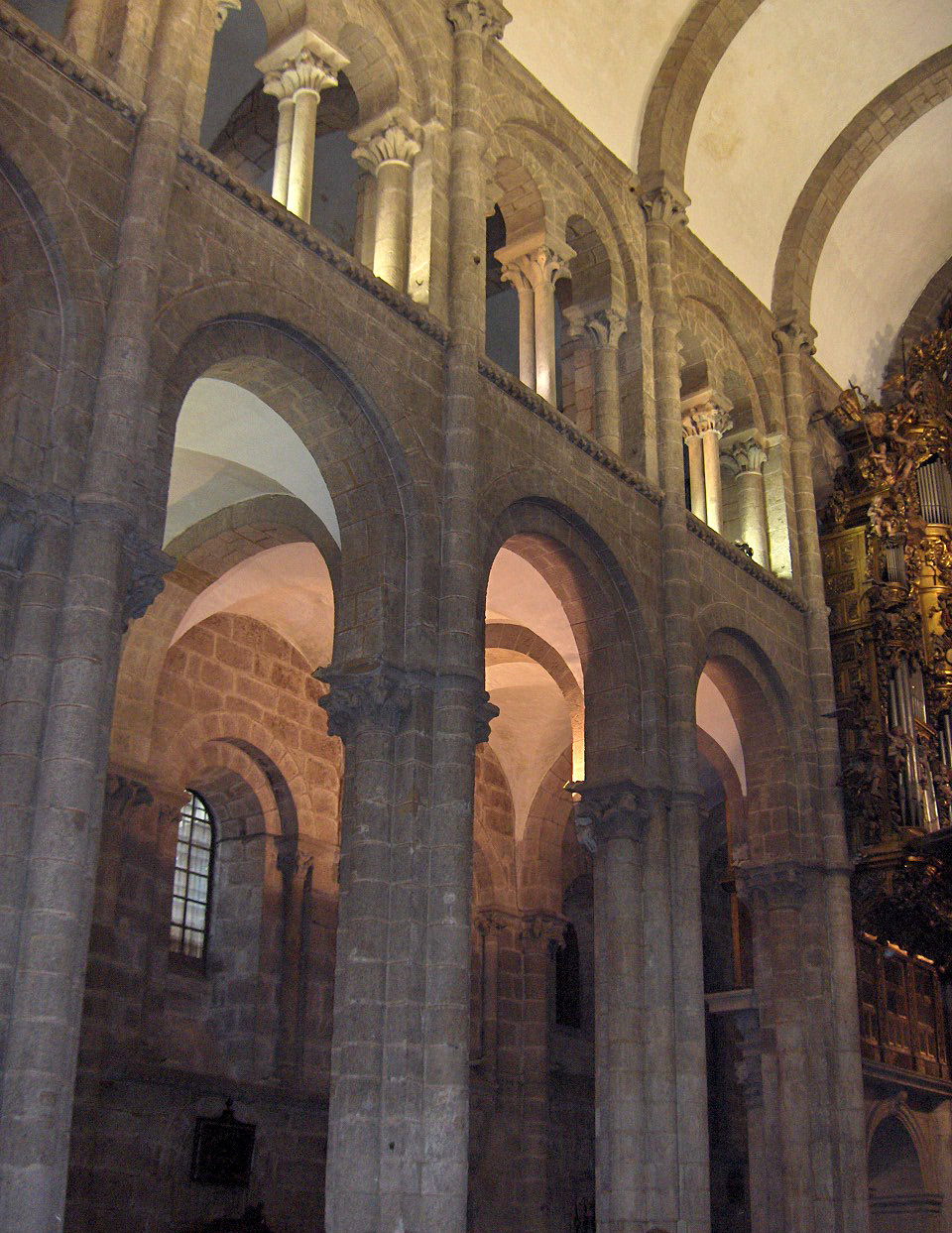
Trois travées, orgue.

Au début, la construction fut dirigée par un certain Bernardus, qui assumait sans doute les fonctions d'administrateur, tandis que l'architecte proprement dit portait le titre de « mirabilis magister Bernardus senex » et était chargé d'élaborer un plan de construction qui liait également ses éventuels successeurs. Ce plan prévoyait donc un édifice à triples nefs, avec transept saillant également à triples nefs, et un chœur sur le pourtour duquel les collatéraux se prolongeaient en déambulatoire. Ce chœur était doté de cinq chapelles, la chapelle centrale n'étant pas absidiale, mais prise dans un mur à angle droit. À cela s'ajoutent deux chapelles orientées sur chacun des bras du transept.
Au centre du chœur s'élève le maître-autel au-dessus de la crypte où étaient conservées les reliques de l'apôtre, but suprême de tout le voyage. De hautes tribunes font tout le tour de l'édifice, y compris des bras du transept. C'est ainsi que la cathédrale présente une élévation intérieure à deux étages, les hautes tribunes évoquant la splendeur d'un palais, comme le fait remarquer le Guide du Pèlerin. Les nefs centrales du vaisseau longitudinal et du transept sont couvertes de voûtes en berceau renforcées par des doubleaux qui retombent sur des piliers.
Malgré ses dimensions monumentales, la cathédrale de Compostelle n'est pas seulement la plus grande église romane d'Espagne, mais aussi l'une des plus vastes d'Europe, elle donne une impression générale d'élancement due à la remarquable structuration des divers éléments, particularité qui saute aux yeux lorsqu'on la compare à certains modèles français. Les supports, par exemple, sont relativement sveltes et montent à une grande hauteur, les piliers de section carrée - sur une plinthe également carrée - alternent avec des piliers aux angles arrondis portés par une plinthe cette fois circulaire, esquisse d'une alternance des supports qui par une scansion insensible, évite l'impression de monotonie que pourrait faire naître cet ensemble aux dimensions impressionnantes.
Chaque pilier est flanqué de demi-colonnes dont trois portent les doubleaux des bas-côtés et les tirants des arcades tandis que la quatrième, interrompue seulement par une étroite imposte, monte jusqu'à la naissance de la voûte. Aux grandes arcades du rez-de-chaussée, portées à une hauteur remarquable, correspondent au second niveau les ouvertures des tribunes, arcatures de baies géminées divisées par des colonnettes doubles accolées l'une derrière l'autre, le tout sous un arc de décharge.
Les gigantesques nefs centrales des vaisseaux tant longitudinal que transversal ne sont éclairées que par les fenêtres des collatéraux et des tribunes ainsi que par la tour de la croisée ce qui engendre un demi-jour diffus où la sévère structuration prend toute sa valeur. Le chevet est le seul à posséder une couronne de fenêtres, qui contribuait certainement à inonder d’une lumière mystique le Saint des Saints et le sépulcre du martyr avant que divers ajouts ultérieurs ne viennent affaiblir l’effet de cette remarquable mise en scène.

### Les orgues

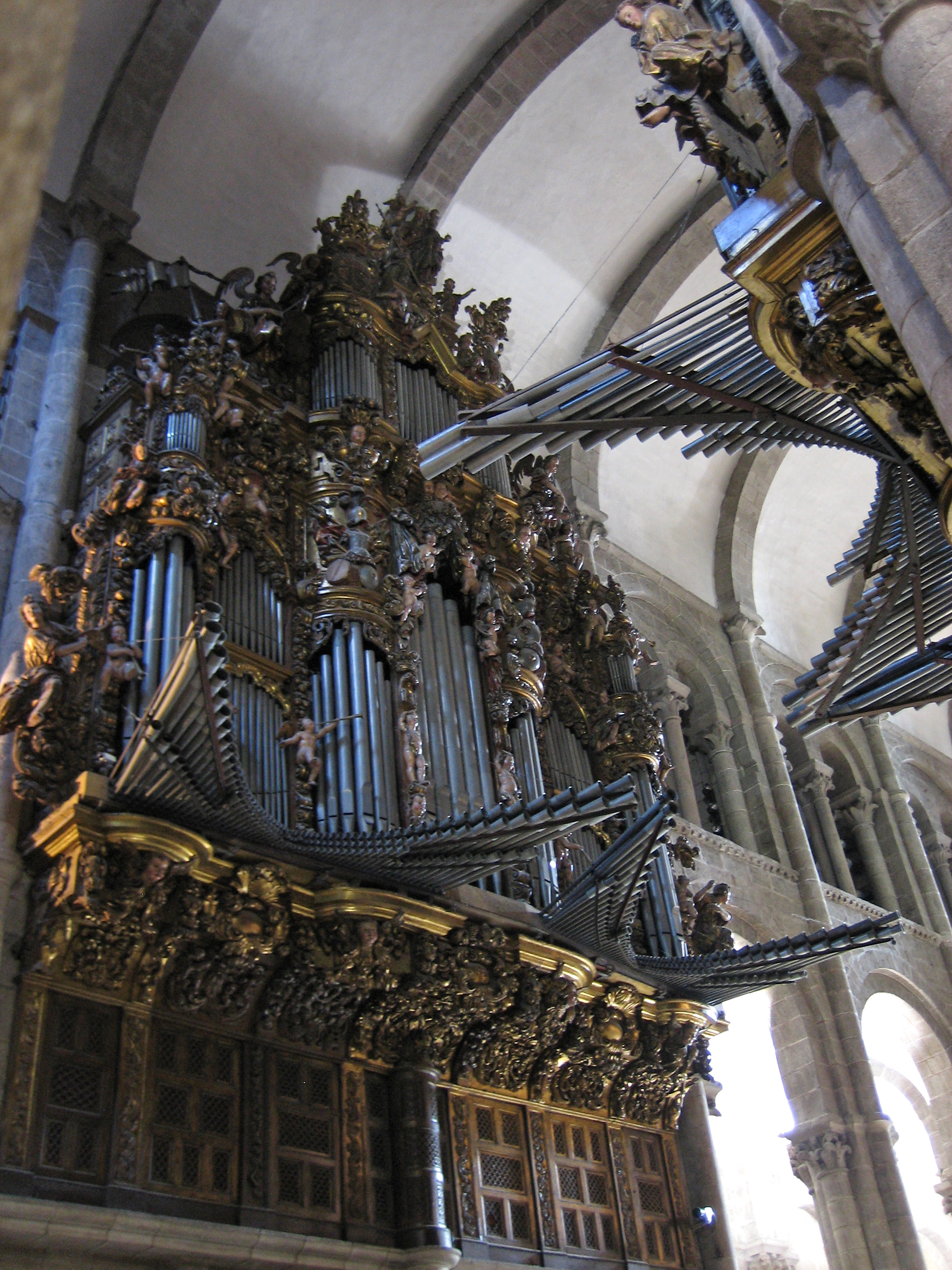
Buffet de l'orgue côté sud.

L'orgue de la cathédrale possède deux buffets qui se font face de part et d'autre du vaisseau et qui appartenaient à l'origine à deux instruments distincts.
Ils constituent aujourd'hui un seul instrument. Dans les années 1977-1978, il a été reconstruit par la firme italienne Mascioni, dans les buffets d'origine des orgues de Manuel de las Viñas, datant de 1704-1712 - buffets conçus par l'architecte Antonio Alfonso et réalisés par Miguel de Ronay.On y a réutilisé les tuyaux d'origine.
En 1993, l’orgue a subi une restauration d'envergure des soufflets, des sommiers et du circuit électrique.
L'instrument se distingue en particulier par de spectaculaires rangs de chamades de la Trompeta Magna 16’ et de la Trompeta Real 8’ du grand-orgue
L'orgue possède 59 jeux répartis sur trois claviers manuels et un pédalier. Les transmissions sont électromagnétiques et il y a un combinateur électronique.
Composition

| I Positivo C–c4 |                   |        |
| 01.             | Principal         | 08′    |
| 02.             | Flautado chimenea | 08′    |
| 03.             | Flauta            | 04′    |
| 04.             | Sesquiáltera      | 2' 2/3 |
| 05.             | Quincena          | 02′    |
| 06.             | Decinovena        | 1' 1/3 |
| 07.             | Veintidosena      | 01′    |
| 08.             | Címbala II        |        |
| 09.             | Trompeta Real     | 08′    |
| 10.             | Cromorno          | 08′    |
|                 | Trémolo           |        |

| II Gran Organo C–c4 |                 |        |
| 11.                 | Principal       | 16′    |
| 12.                 | Bordón          | 16′    |
| 13.                 | Principal       | 08′    |
| 14.                 | Flautado        | 08′    |
| 15.                 | Flauta          | 08′    |
| 16.                 | Octava          | 04′    |
| 17.                 | Flauta Chimenea | 04′    |
| 18.                 | Docena          | 2' 2/3 |
| 19.                 | Quincena        | 02′    |
| 20.                 | Decinovena      |        |
| 21.                 | Veintidosena    |        |
| 22.                 | Veintiseisena   |        |
| 23.                 | Veintinovena    |        |
| 24.                 | Lleno IV        |        |
| 25.                 | Corneta V       | 08′    |
| 26.                 | Trompeta Magna  | 16′    |
| 27.                 | Trompeta Real   | 08′    |
| 28.                 | Trompeta        | 08′    |
| 29.                 | Clarín          | 04′    |

| III Recitativo C–c4 |                    |        |
| 30.                 | Quintadena         | 16′    |
| 31.                 | Principal          | 08′    |
| 32.                 | Bordón             | 08′    |
| 33.                 | Viola da gamba     | 08′    |
| 34.                 | Octava             | 04′    |
| 35.                 | Flauta             | 04′    |
| 36.                 | Lleno V            |        |
| 37.                 | Nazardo            | 2' 2/3 |
| 38.                 | Flautín            | 02′    |
| 39.                 | Flauta diecisetena | 1' 3/5 |
| 40.                 | Voz celeste        | 08′    |
| 41.                 | Fagot              | 16′    |
| 42.                 | Trompeta Real      | 08′    |
| 43.                 | Clarín             | 04′    |
|                     | Trémolo            |        |

| Pedal C–g1 |           |        |
| 44.        | Contras   | 16′    |
| 45.        | Subbajo   | 16′    |
| 46.        | Bordón    | 16′    |
| 47.        | Quinta    | 10'2/3 |
| 48.        | Bajo      | 08′    |
| 49.        | Principal | 08′    |
| 50.        | Bordón    | 08′    |
| 51.        | Quinta    | 5' 1/3 |
| 52.        | Octava    | 04′    |
| 53.        | Flauta    | 04′    |
| 54.        | Lleno VI  |        |
| 55.        | Bombarda  | 16′    |
| 56.        | Fagot     | 16′    |
| 57.        | Trompeta  | 08′    |
| 58.        | Fagot     | 08′    |
| 59.        | Clarín    | 04′    |

## La crypte de l’apôtre saint Jacques le Majeur

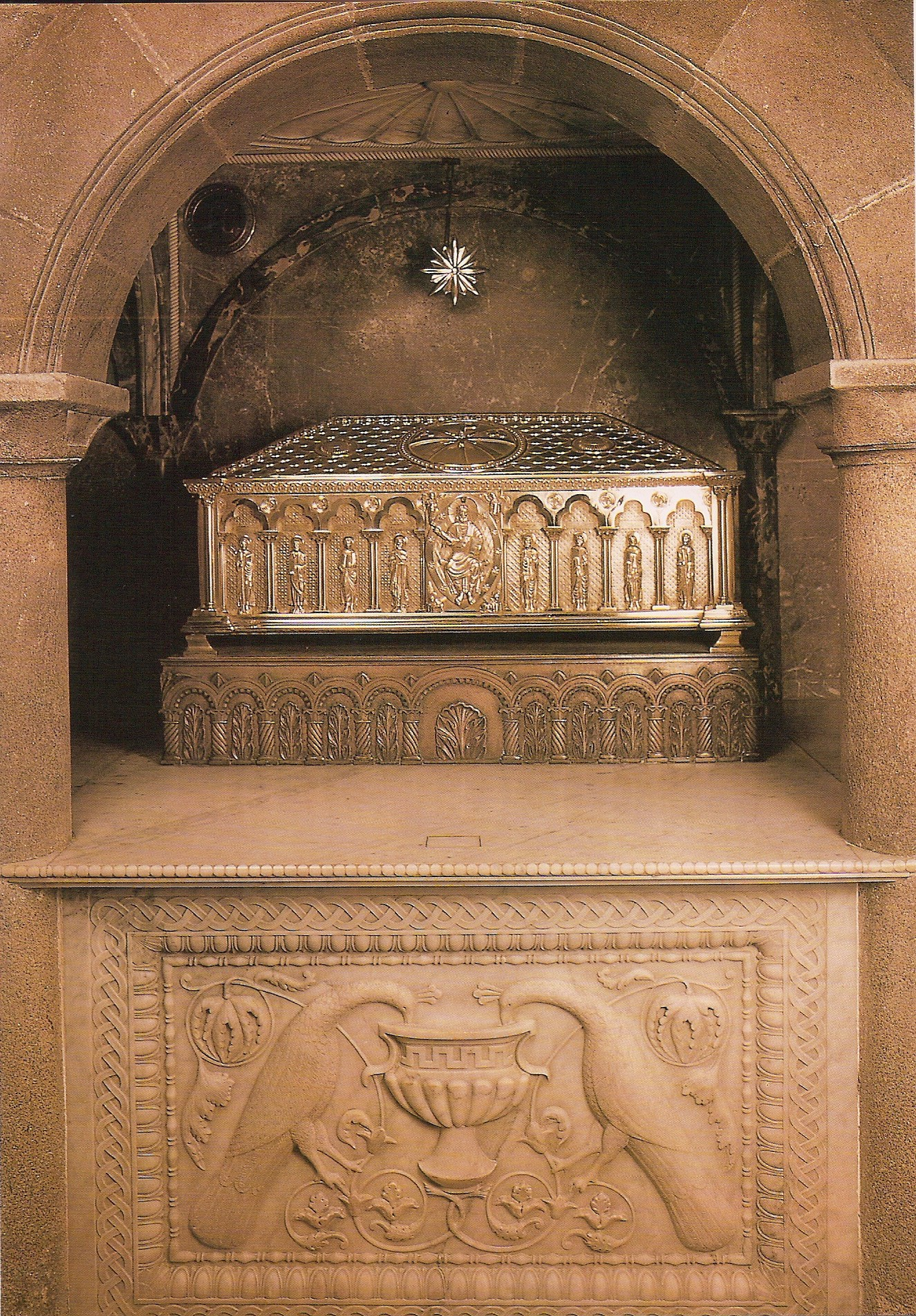
Reliquaire de saint Jacques.

La Crypte est le but de tout pèlerin, conformément au rite prescrit par le chapitre de la cathédrale.
Elle se trouve sous l’autel majeur de la basilique (au centre), elle a été mise en place au XIXe siècle, après l’authentification des reliques en 1884 par le pape Léon XIII (1810-1878-1903).

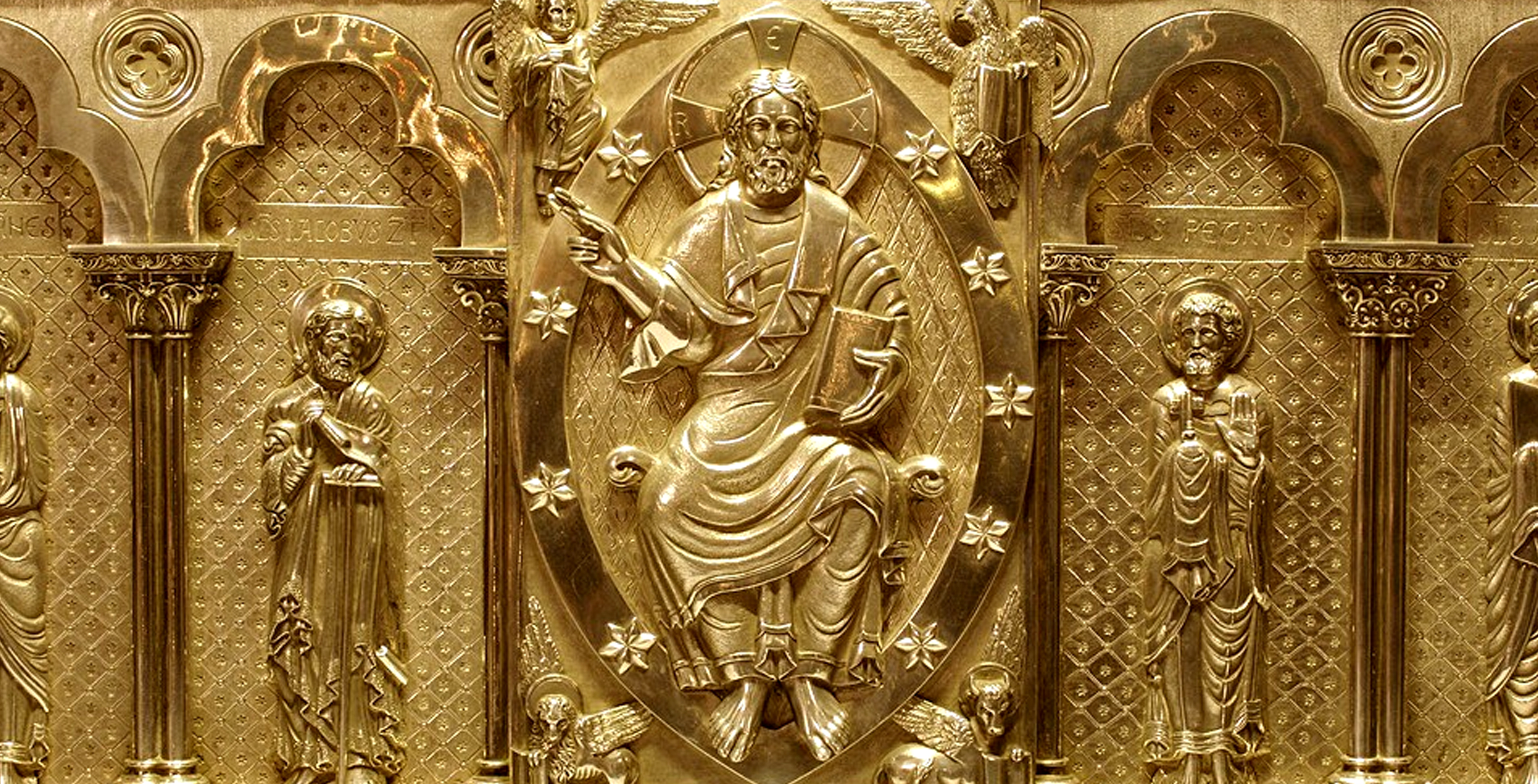
Détail de la châsse du tombeau de l'apôtre (1886).

Elle abrite une châsse en argent exécutée en 1886, qui renferme les reliques de l'apôtre. Le Sauveur dans sa mandorle, Marie, Salomé et les apôtres, sous arcades, sont figurés en position strictement frontale sur le plus long côté principal. La signature de l’orfèvre, José Losada, apparaît sur le couvercle, où se détachent le Chrisme, l’Alpha et l’Oméga. Elle est inspirée des programmes sculptés de l’ancien devant d’autel, du portail des Orfèvres et du porche de la Gloire
D’après le Guide du Pèlerin, « …il est enfermé dans une tombe de marbre qu’abrite un très beau sépulcre voûté d’un travail admirable et de dimension convenable. […] Sur son sépulcre est un autel modeste élevé, dit-on, par ses disciples et que par amour pour l’apôtre et ses disciples, nul par la suite n’a voulu détruire. Et au-dessus se trouve un autre autel grand et admirable ». Le Guide nous apprend aussi que le Christ y était figuré au centre, trônant et entouré des vingt-quatre vieillards de l’Apocalypse. Les Évangélistes et les apôtres étaient également présents. L’ensemble des personnages était entouré d’un décor floral, et des colonnes séparaient les apôtres.
Le décor et l’orfèvrerie baroque ont aujourd’hui remplacé la structure romane de la chapelle. La crypte, dans laquelle sont conservées les reliques du saint, a également subi des transformations. En effet, avec le temps, le lieu dans lequel reposait le saint avait fini par être oublié. En 1589, les précieuses reliques avaient été transférées dans un endroit plus sûr que sous l’autel principal, en raison des incursions anglaises et hollandaises. Elles ne furent redécouvertes qu’en janvier 1879, grâce aux travaux de recherche entrepris par l’archevêque Payà, aidé de Lòpez Ferreiro et de Lavìn.
Afin de permettre l’accès aux nombreux fidèles, la crypte dans laquelle se trouvaient les reliques fut agrandie.

## Le musée de la cathédrale
Au rez-de-chaussée se trouve la bibliothèque, où sont exposés les botafumeiros, ainsi que la salle capitulaire tendue de tapisseries flamandes du XVIIe siècle, et de trois tapisseries madrilènes du XVIIIe siècle. Au premier étage, le musée des tapisseries rassemble des œuvres réalisées d'après les cartons de Téniers, de Goya, de Bayeu. Les souterrains sont consacrés à l'archéologie : pièces provenant des fouilles effectuées dans la nef et le transept sud.

## Le trésor
Il est installé dans une chapelle gothique dans le bras sud du transept de la cathédrale.
Il possède un tympan représentant la figure équestre du saint Apôtre, elle date du XIIIe siècle. C’est une des premières représentations conservées de saint Jacques à cheval.
Le trésor abrite un ostensoir réalisé par Antoine d’Arfa (1539-1554), du « miracle » de la protection des disciples, poursuivis par les soldats du Préfet romain de Duyo (Dugium), sur le pont du fleuve Tambre, pont dénommé de Las Pias, entre Negreira et Ons (es).
Parmi les autres objets, on remarquera un petit retable d’albâtre et de bois polychrome, d’origine anglaise. Donation faite par John Goodyear à la cathédrale de Saint-Jacques-de-Compostelle, pour l’année Sainte 1456. Les deux derniers éléments représentent le martyre de saint Jacques par Hérode Agrippa (10 av. J.-C.-44 apr. J.-C.), roi de Judée, et le navire de la translation de son corps.
À côté, la chapelle des Reliques, de style plateresque, réalisation de Juan de Alava, conserve la tête de saint Jacques Alphée, évêque de Jérusalem au Ier siècle.

## Les archives de la cathédrale
Elles possèdent un des deux exemplaires, qui nous sont parvenus, du Codex Calixtinus ou Liber Sancti Jacobi. C’est un ensemble de textes qu’on s’accorde à dater aux environs de 1140 (date du dernier miracle décrit). Il fut rédigé à la gloire de Saint Jacques le Majeur. Il comprend cinq livres, le Ve livre, Le Guide du Pèlerin de Saint-Jacques-de-Compostelle, qui est le guide proprement dit, paraît être du moine Aimery Picaud, de Parthenay le Vieux, en Poitou. La somme des conseils pratiques pour les pèlerins, leur indiquant les lieux où ils doivent s'arrêter, les reliques à vénérer, les sanctuaires à visiter avant de parvenir à la cathédrale élevée à la gloire de saint Jacques.
Il commence ainsi : Si veritas a perito lectore nostris voluminibus requiratur, in hujus codicis serie, amputato esitationis scrupulo, secure intelligatur. Que enim in eo scribuntur, multi adhuc viventes vera esse testantur.
Si le lecteur instruit recherche la vérité dans nos ouvrages, qu'il aborde ce livre sans hésitation ni scrupule, il est assuré de l'y trouver, car le témoignage de bien des gens encore vivants atteste que ce qui y est écrit est vrai.
Ainsi que Le Grand Livre des Actes et privilèges de la cathédrale de Saint-Jacques-de-Compostelle. Qui est un parchemin du XIIe siècle.

## La chapelle San Salvador ou chapelle deFrance
Elle est connue au Moyen Âge comme la « chapelle du roi de France », car le roi Charles V le Sage (1338-1364-1380) fit un don de trois mille florins pour que fût célébrée, en cette chapelle, une messe chaque jour « pour la prospérité de la France ». La reine Marie d'Anjou, épouse du roi Charles VII, est envoyée en ambassade par son fils, le roi Louis XI, en 1463, pour maintenir les subventions accordées à cette fondation par le royaume de France.
C'est dans cette chapelle que les pèlerins après s'être confessés, recevaient la Compostela, attestation du pèlerinage.
Elle possède un retable en albâtre polychrome du XVIe siècle.
La restauration constitue pour l'année sainte 1993 , la part primordiale de l'action de la Société des amis de Saint-Jacques-de-Compostelle fondée en France par René de La Coste-Messelière (1918-1996).

## La Catedral Vieja ou église inférieure
Au pied du grand escalier qui précède la façade de l’Obradoiro s’ouvre la crypte construite au XIe siècle, lorsque l’on achevait la nef qu’elle soutient pour rattraper l’inégalité du terrain. Belle facture romane, chapiteaux et colonnes sculptés.

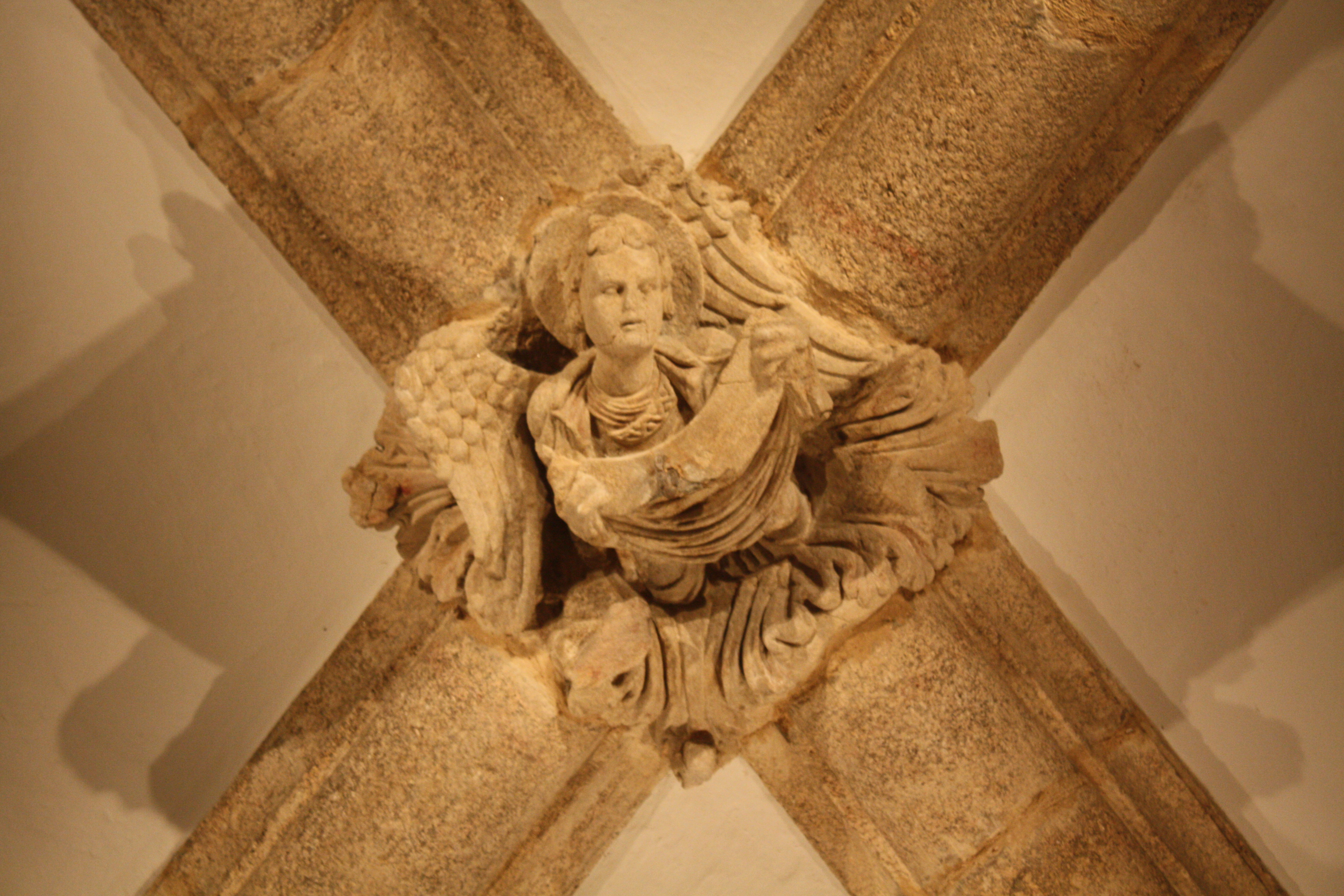
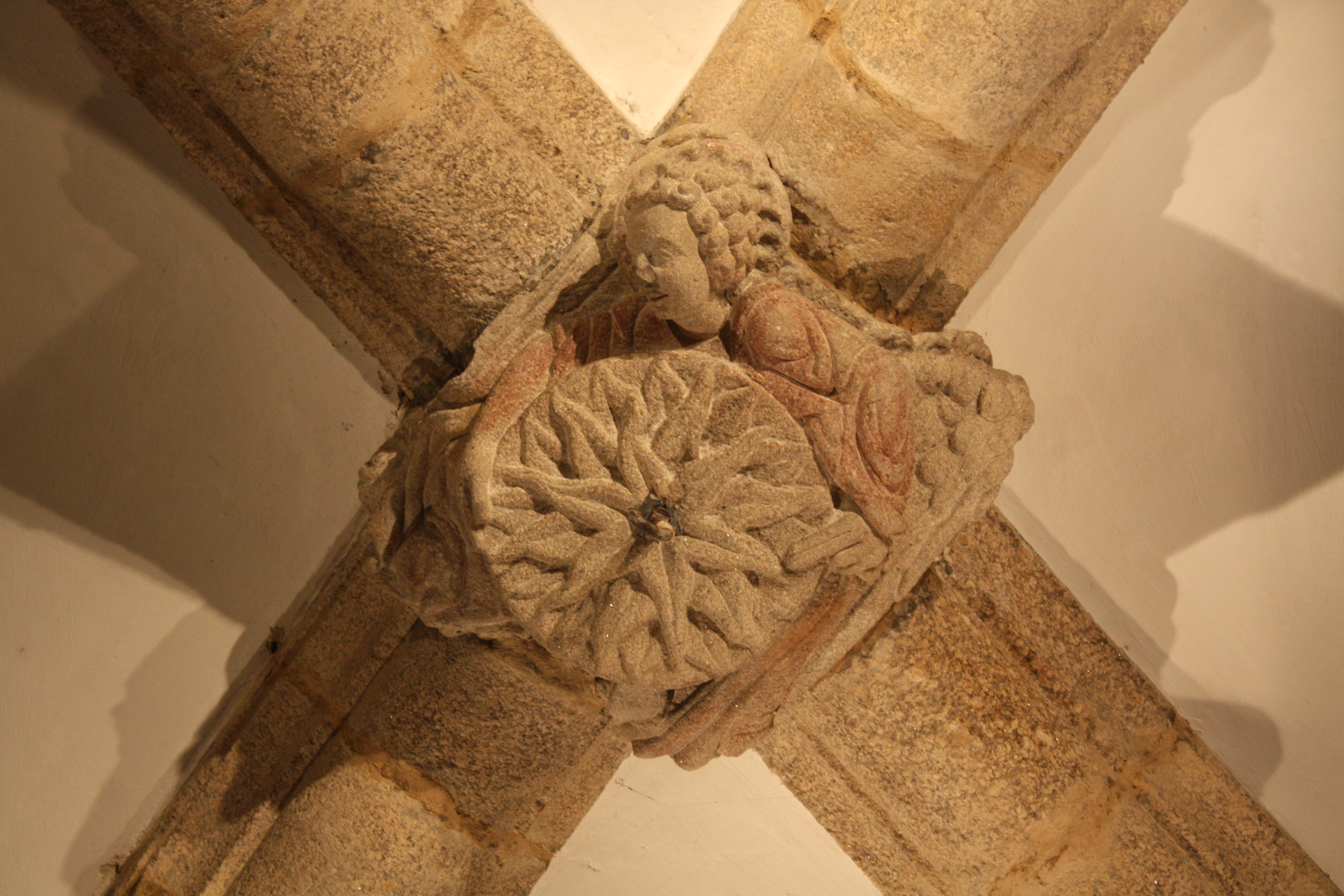
Crypte de la façade ouest.
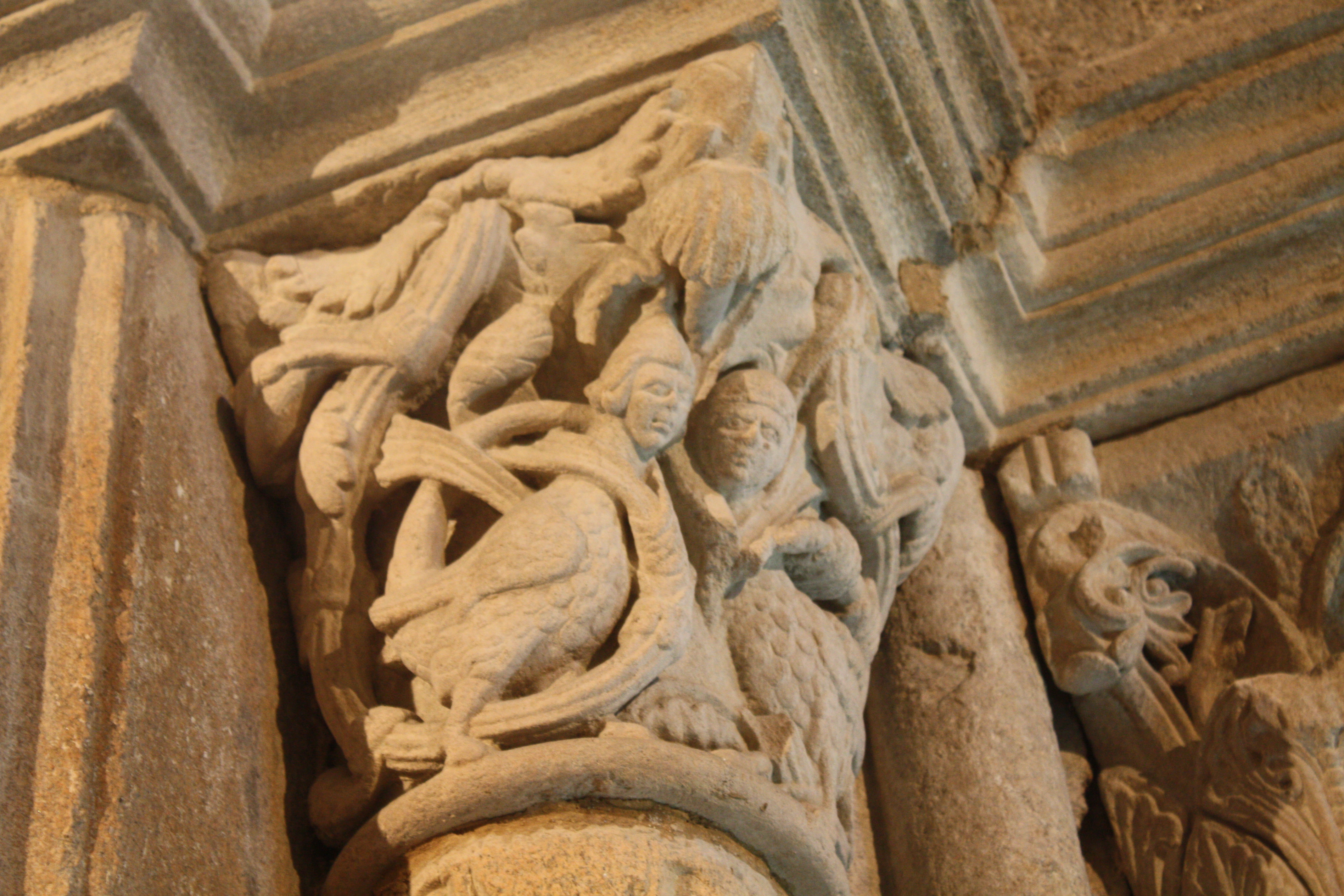

## La crypte sous le portique de la gloire
Cette crypte a été renforcée sur le principe des ponts, par maître Mateo, afin de pouvoir supporter le poids du Portique de la Gloire.
On y découvre une exposition d’instruments de musique anciens, copiés d’après les sculptures du portail de la cathédrale.

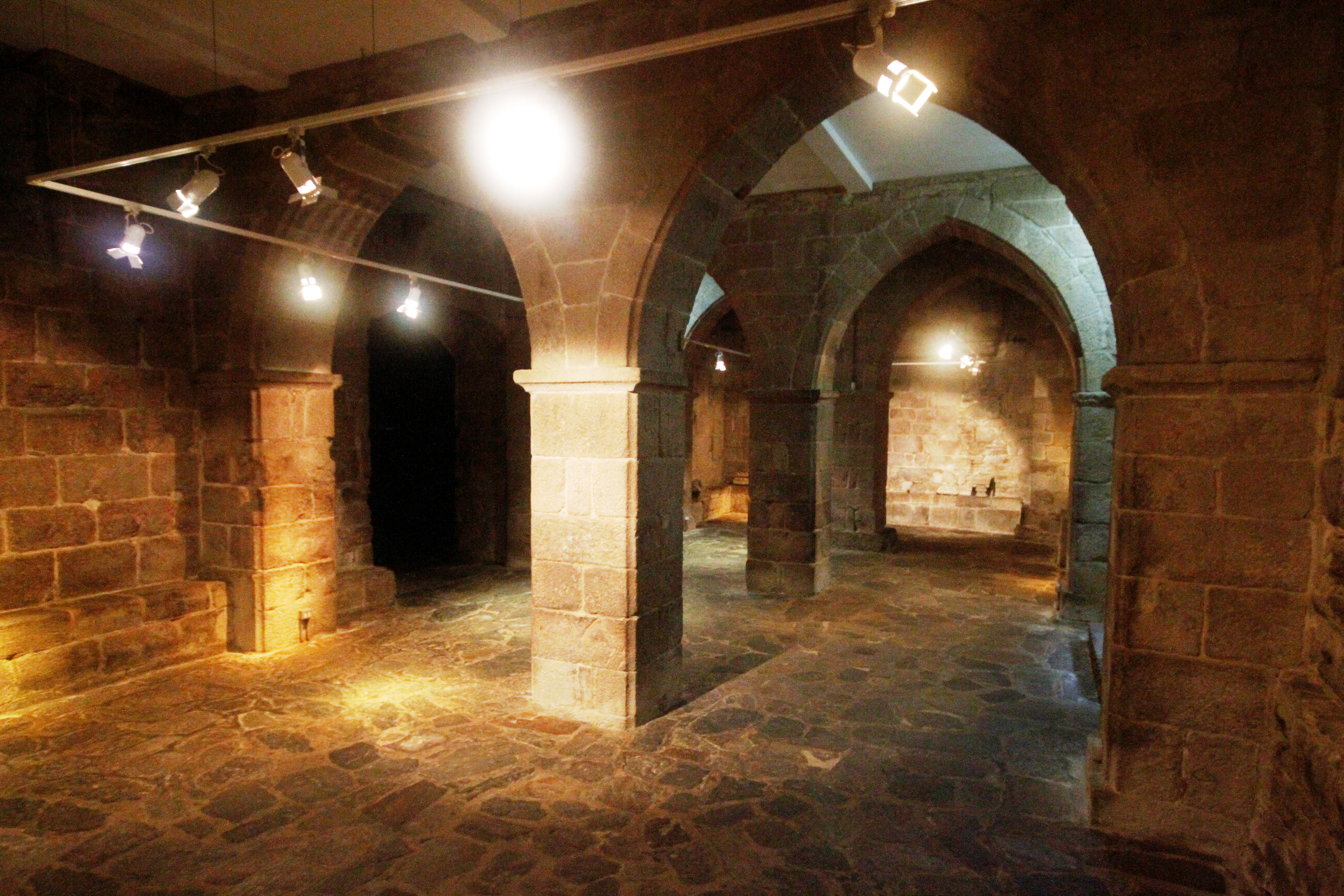
Crypte sous le porche de la Gloire
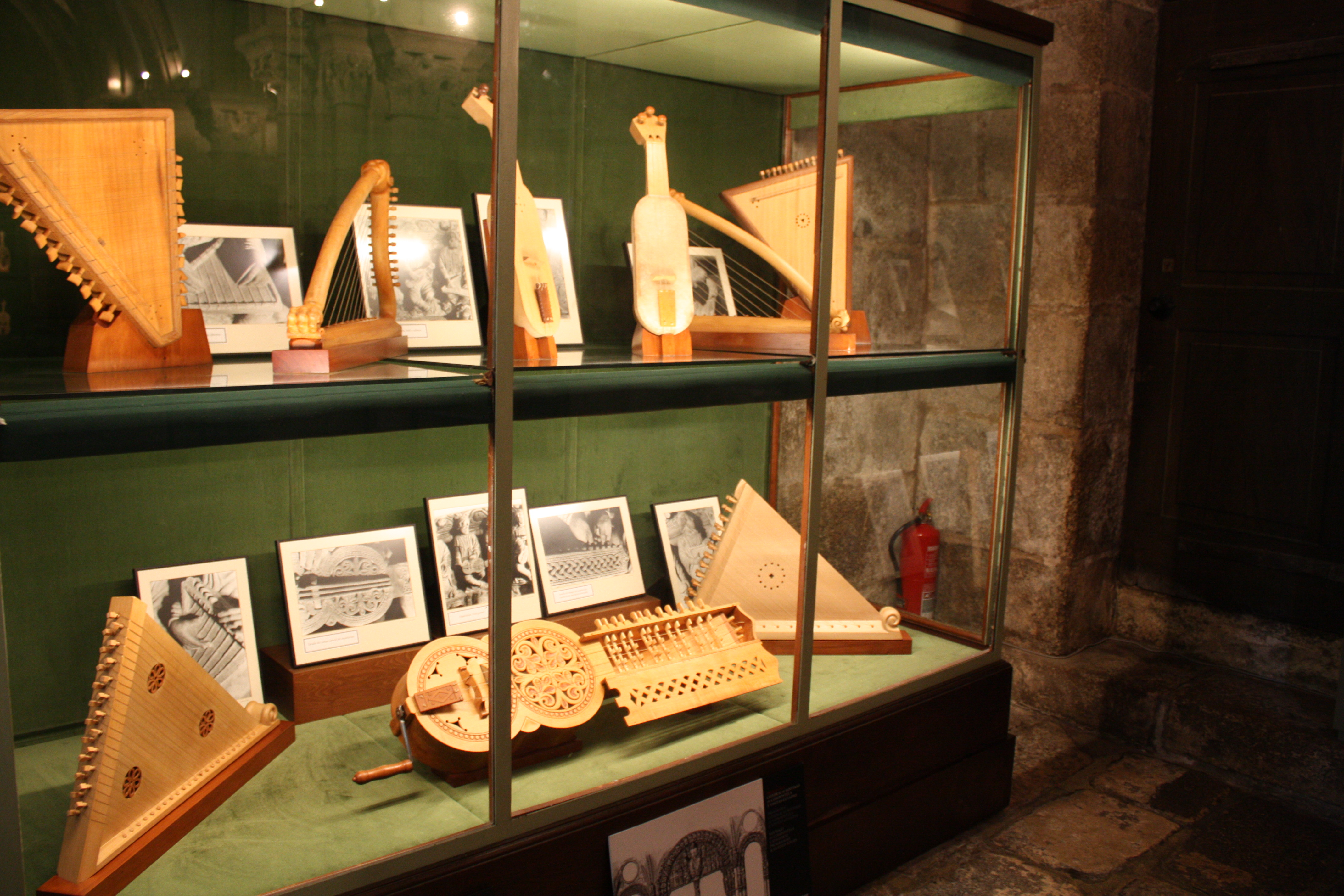
Instruments médiévaux du portail (reconstitutions).

## Le cloître

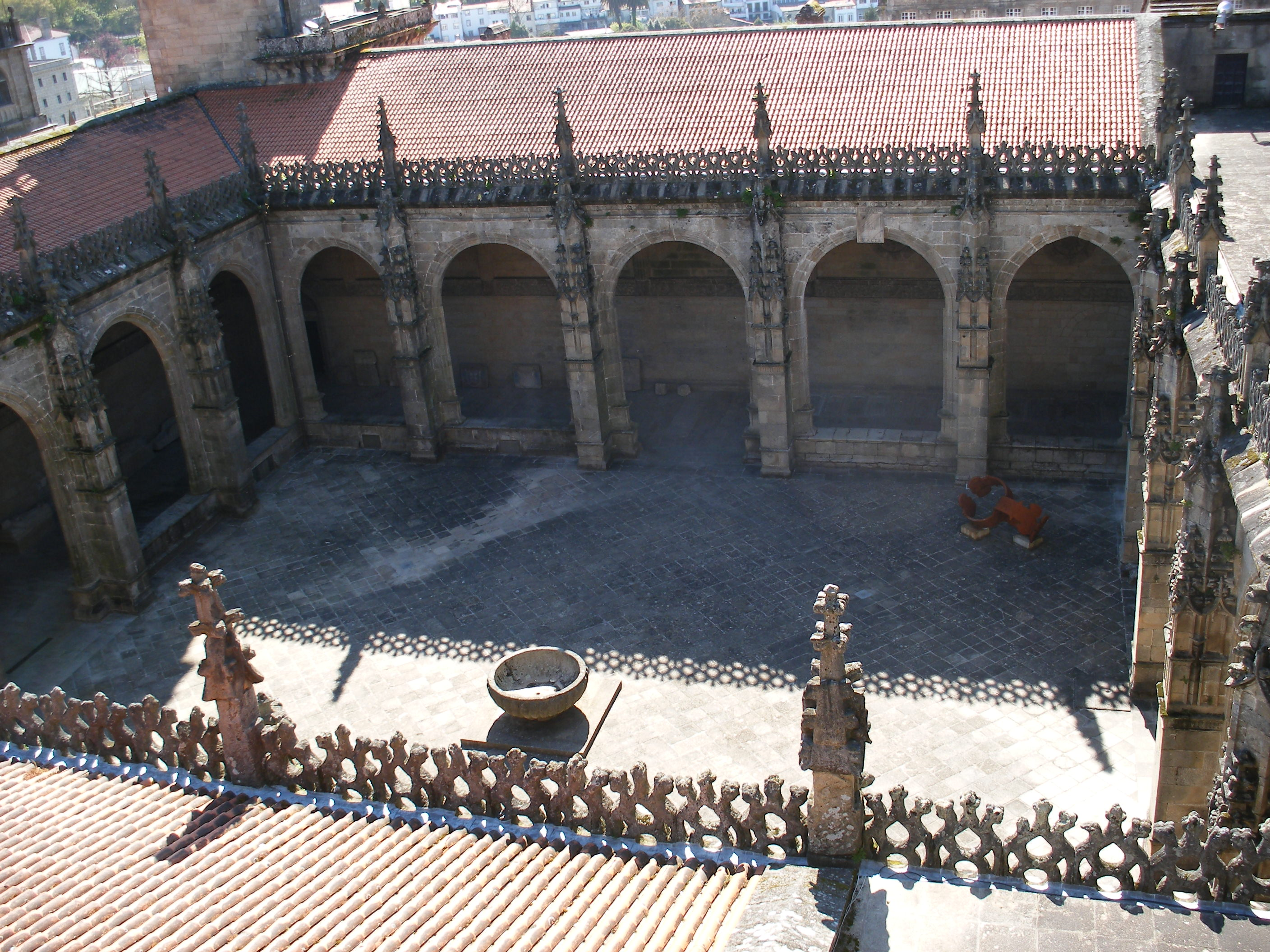
Cloître de la cathédrale.

Un passage de l’Historia compostellana, rédigée sur l’ordre de Diego Gelmírez, rapporte que ce prélat entreprit, vers 1124, de pourvoir Saint-Jacques-de-Compostelle d’un cloître somptueux en s’inspirant des églises d’outre-monts. Simple et majestueux, le cloître actuel, aux vastes galeries, fut construit à partir de 1521, sur les plans de Juan de Álava, avec des mélanges d'éléments du gothique et de la Renaissance. Il est couronné d'une balustrade ajourée et de pinacles.
Rodrigo Gil de Hontañón, architecte espagnol (Rasines, 1500 - Ségovie, 1577), l'un des principaux représentants du style plateresque, participa à la construction du cloître de Saint-Jacques-de-Compostelle,.

## Représentations monétaires

Pièce de 2 centimes d'euro.

La cathédrale de Saint-Jacques-de-Compostelle se trouve sur la face des pièces de 1, 2 et 5 centimes d'euro espagnoles.

## Protection
La cathédrale fait l’objet d’un classement en Espagne au titre de bien d'intérêt culturel depuis le 22 août 1896.